# Kościół Starokatolicki Mariawitów w RP

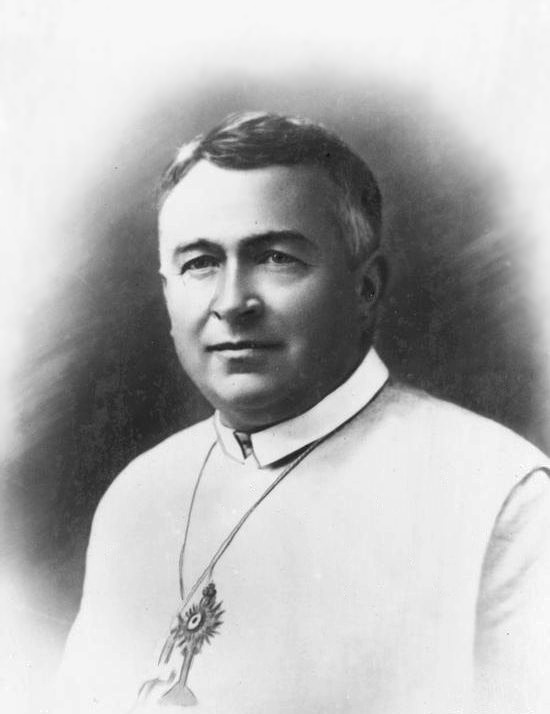
arcybiskup Maria Michał Kowalski, reformator mariawityzmu

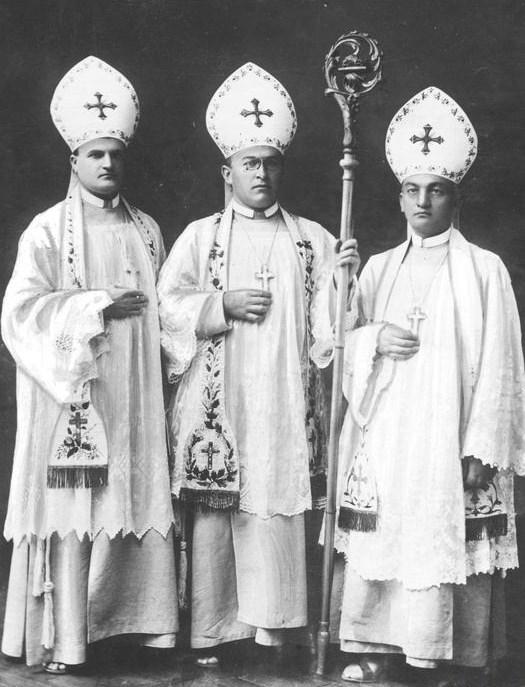
Pierwsi biskupi mariawiccy: Maria Michał Kowalski, Maria Andrzej Gołębiowski, Maria Jakub Próchniewski

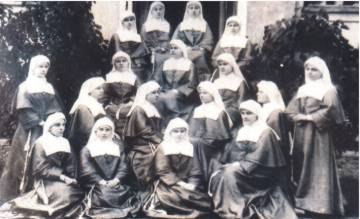
Zgromadzenie Sióstr Mariawitek

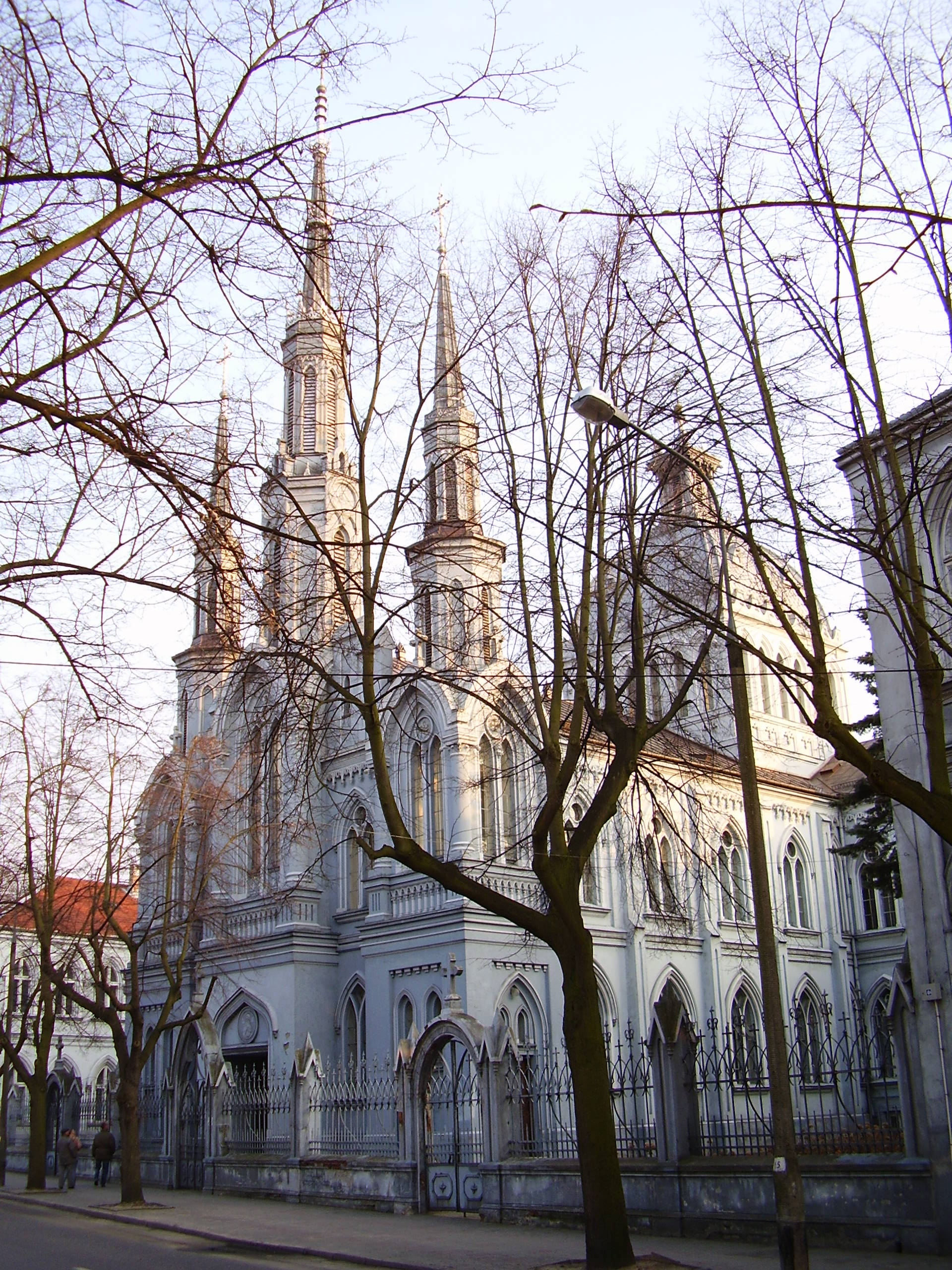
Świątynia Miłosierdzia i Miłości w Płocku

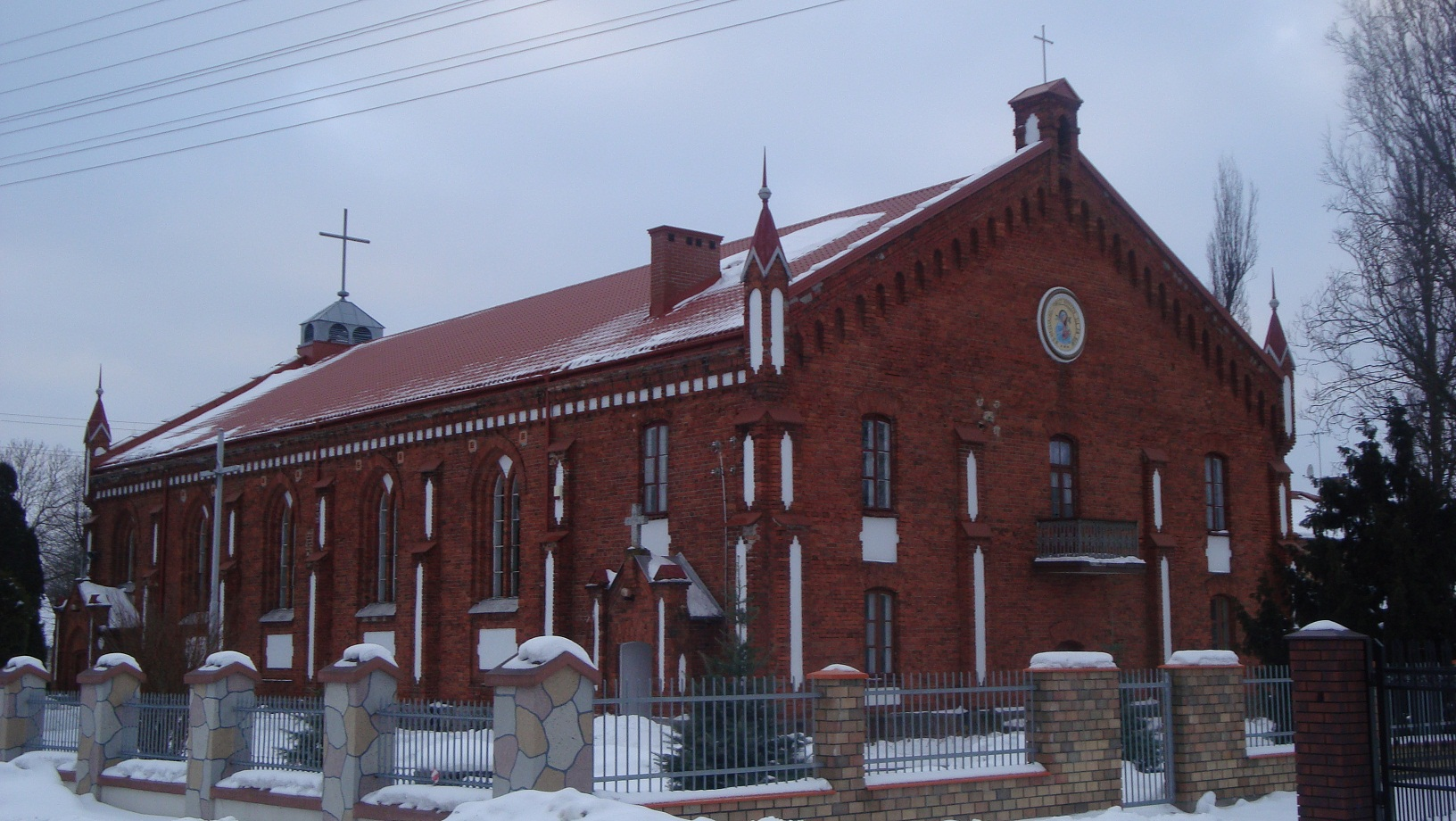
Kościół diecezjalny Trójcy Przenajświętszej w Wiśniewie

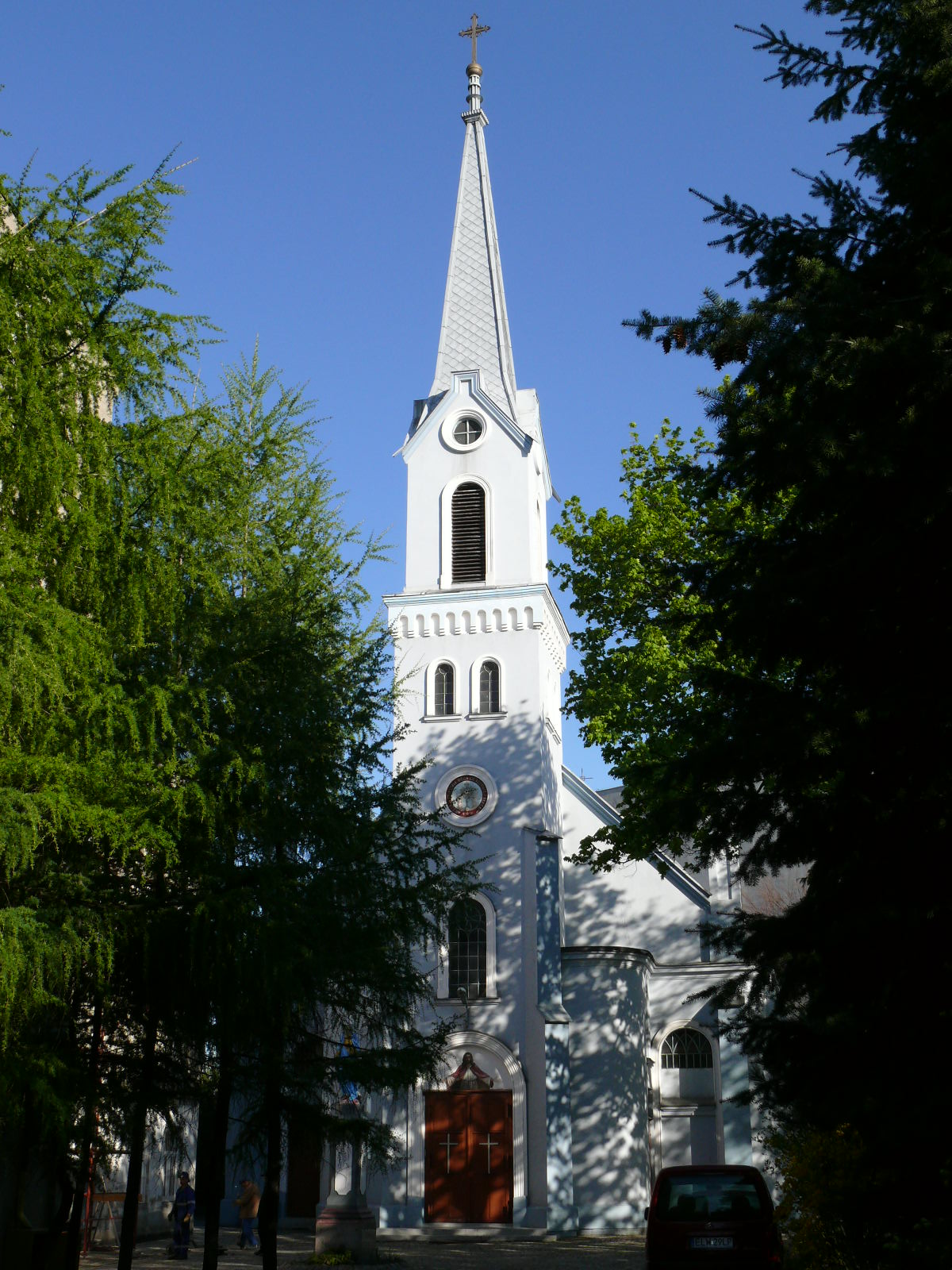
Kościół diecezjalny św. Franciszka z Asyżu w Łodzi

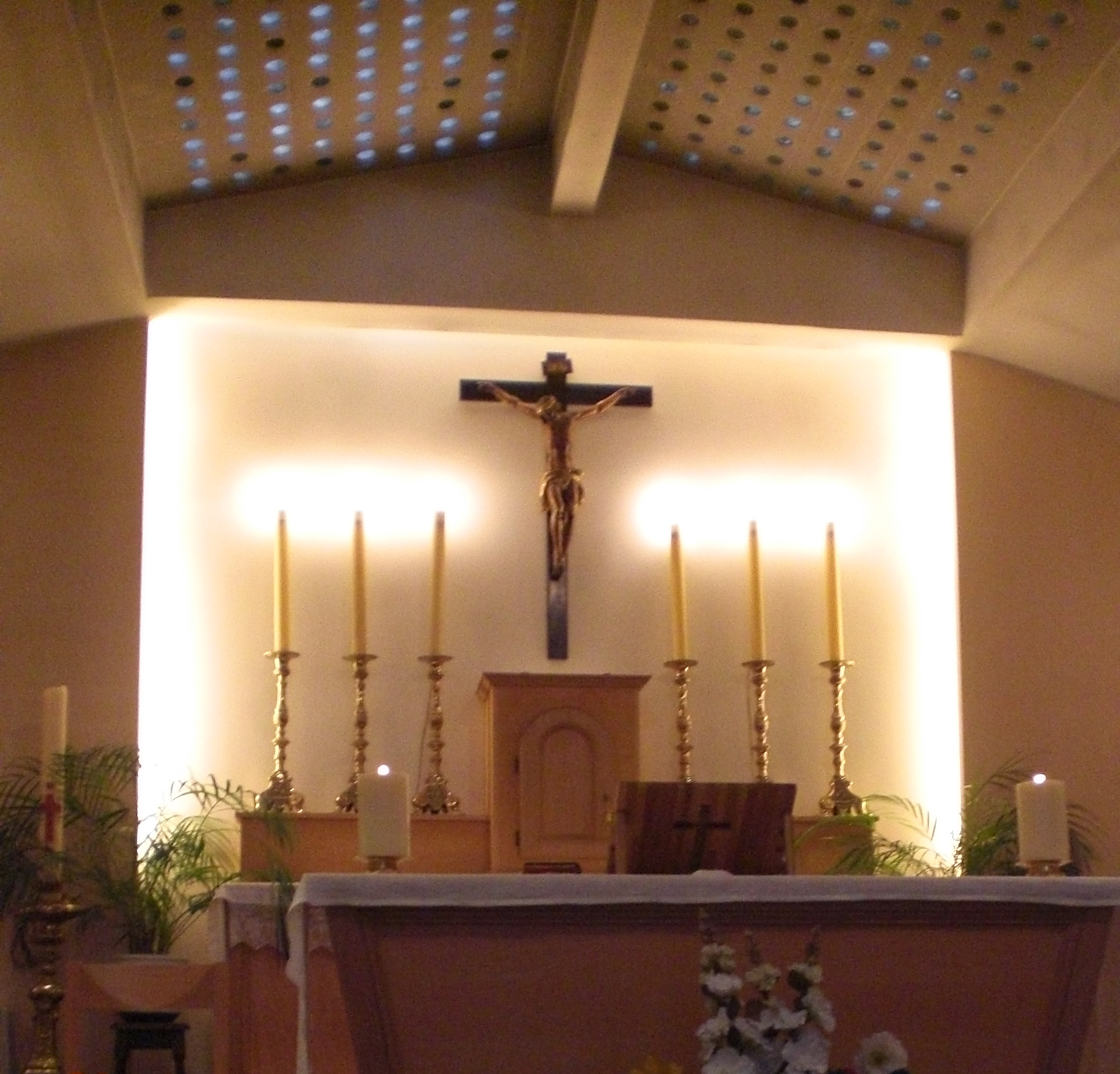
Wnętrze kościoła mariawickiego w Paryżu

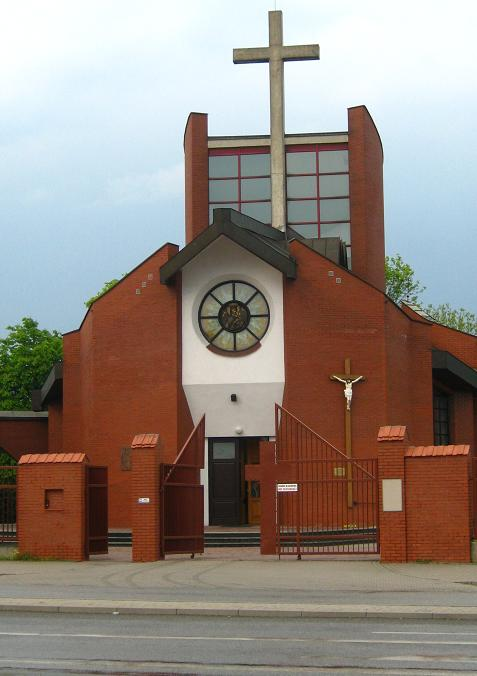
Kościół Matki Boskiej Nieustającej Pomocy w Warszawie

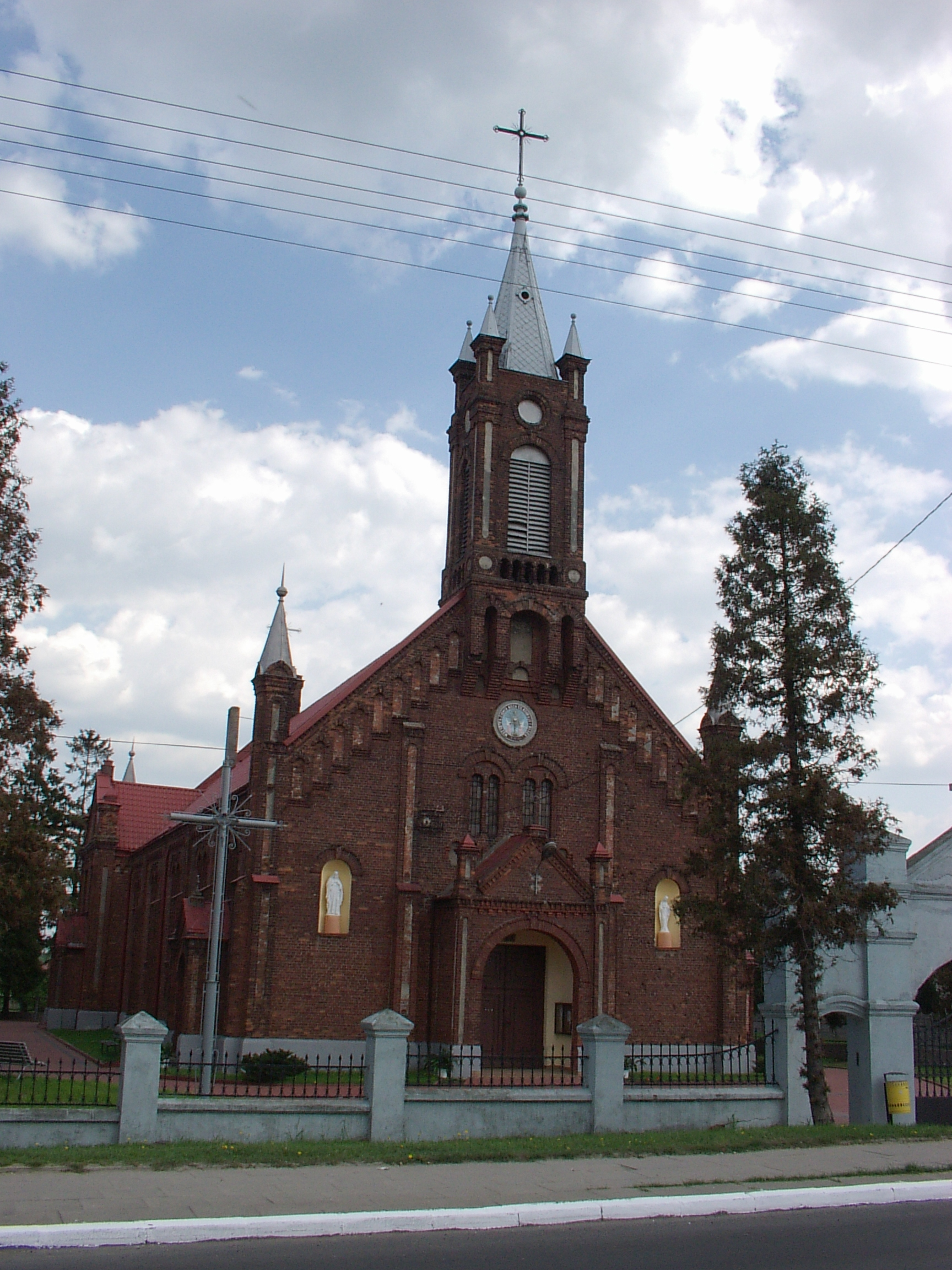
Kościół św. Anny i św. Marcina w Strykowie

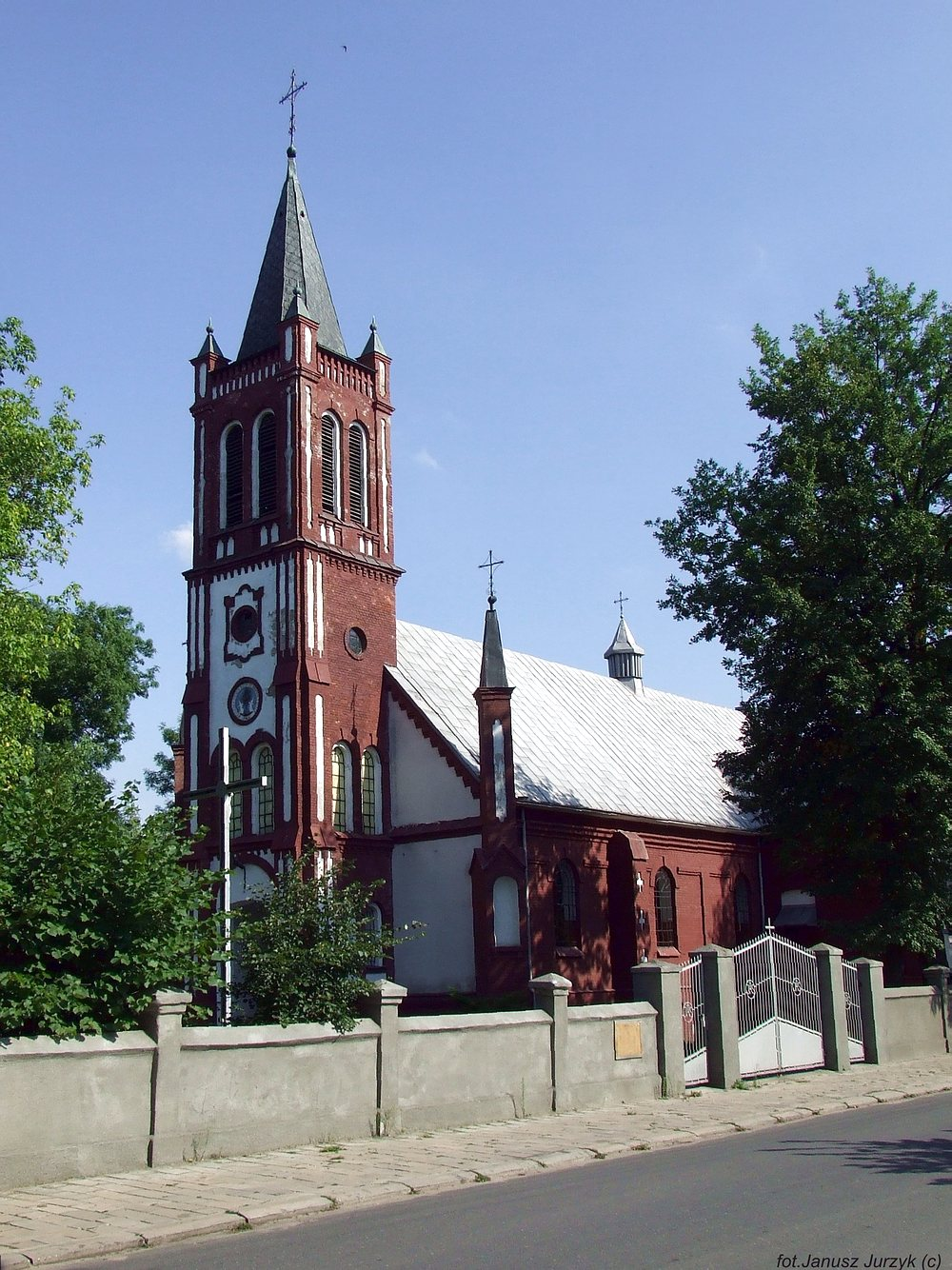
Kościół św. Jana Chrzciciela w Cegłowie

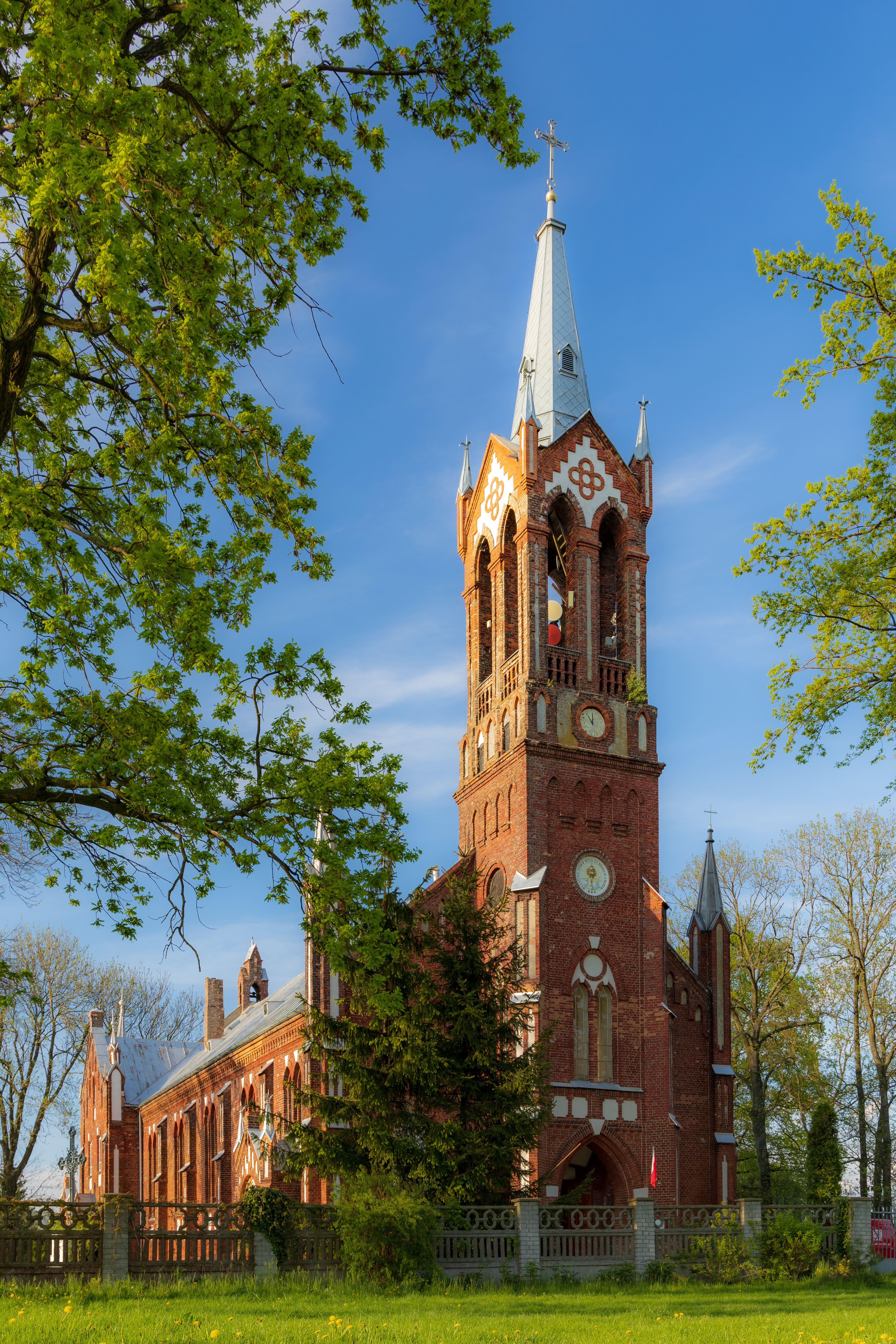
Kościół św. Mateusza Apostoła i Ewangelisty i św. Rocha Wyznawcy w Nowej Sobótce

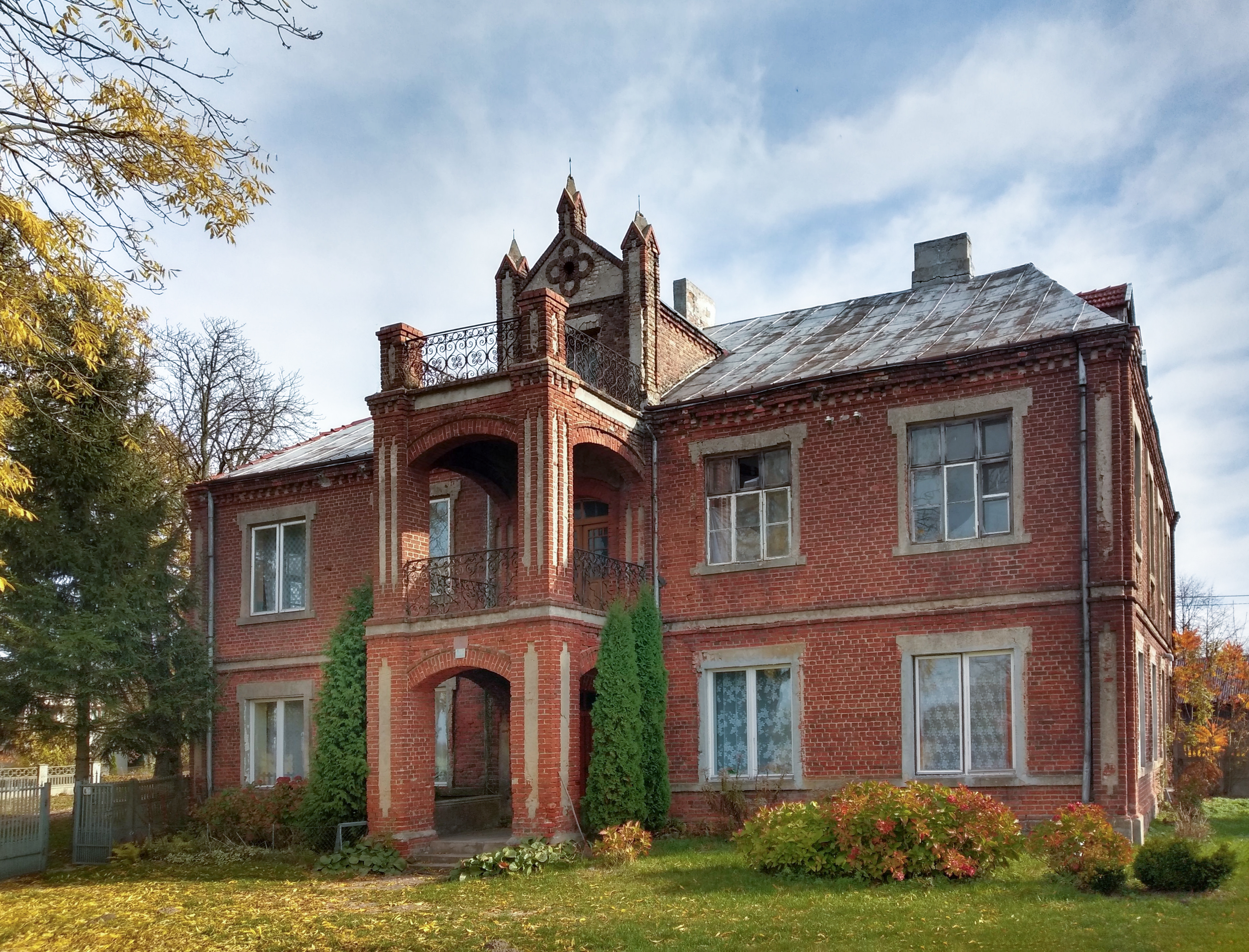
Dom parafialny w Nowej Sobótce

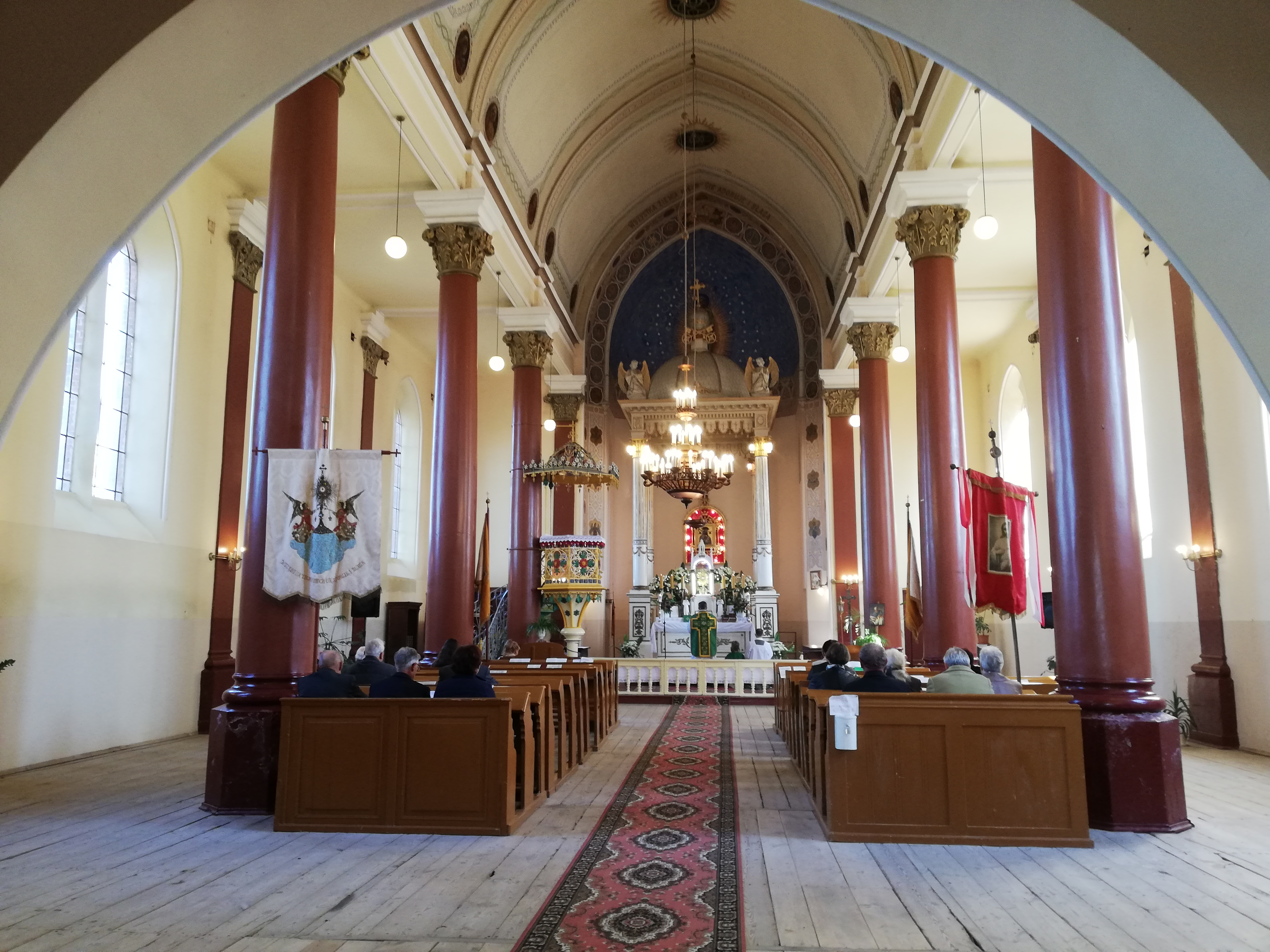
Msza Święta w kościele św. Mateusza i św. Rocha w Sobótce

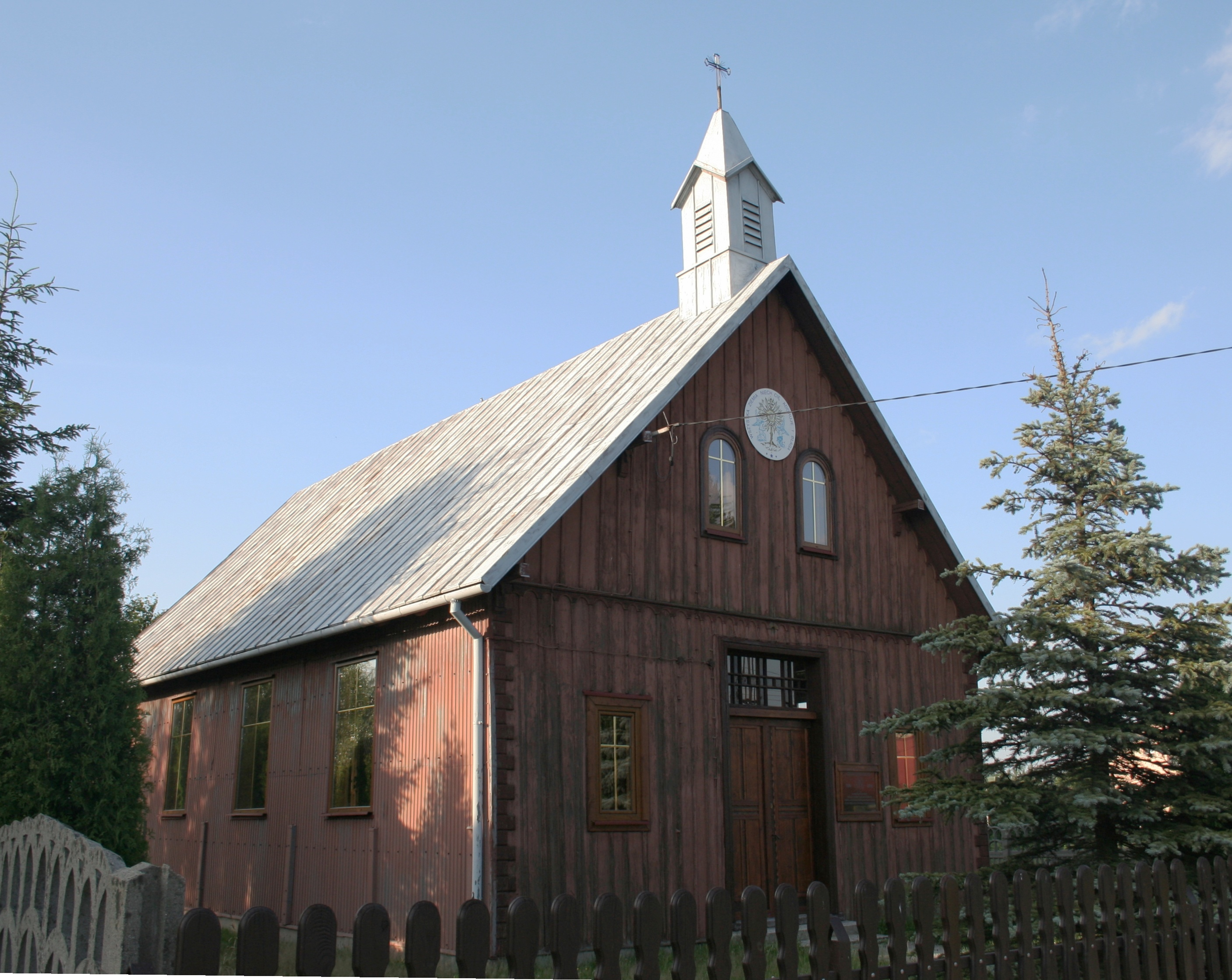
Kościół Matki Boskiej Nieustającej Pomocy w Starczy

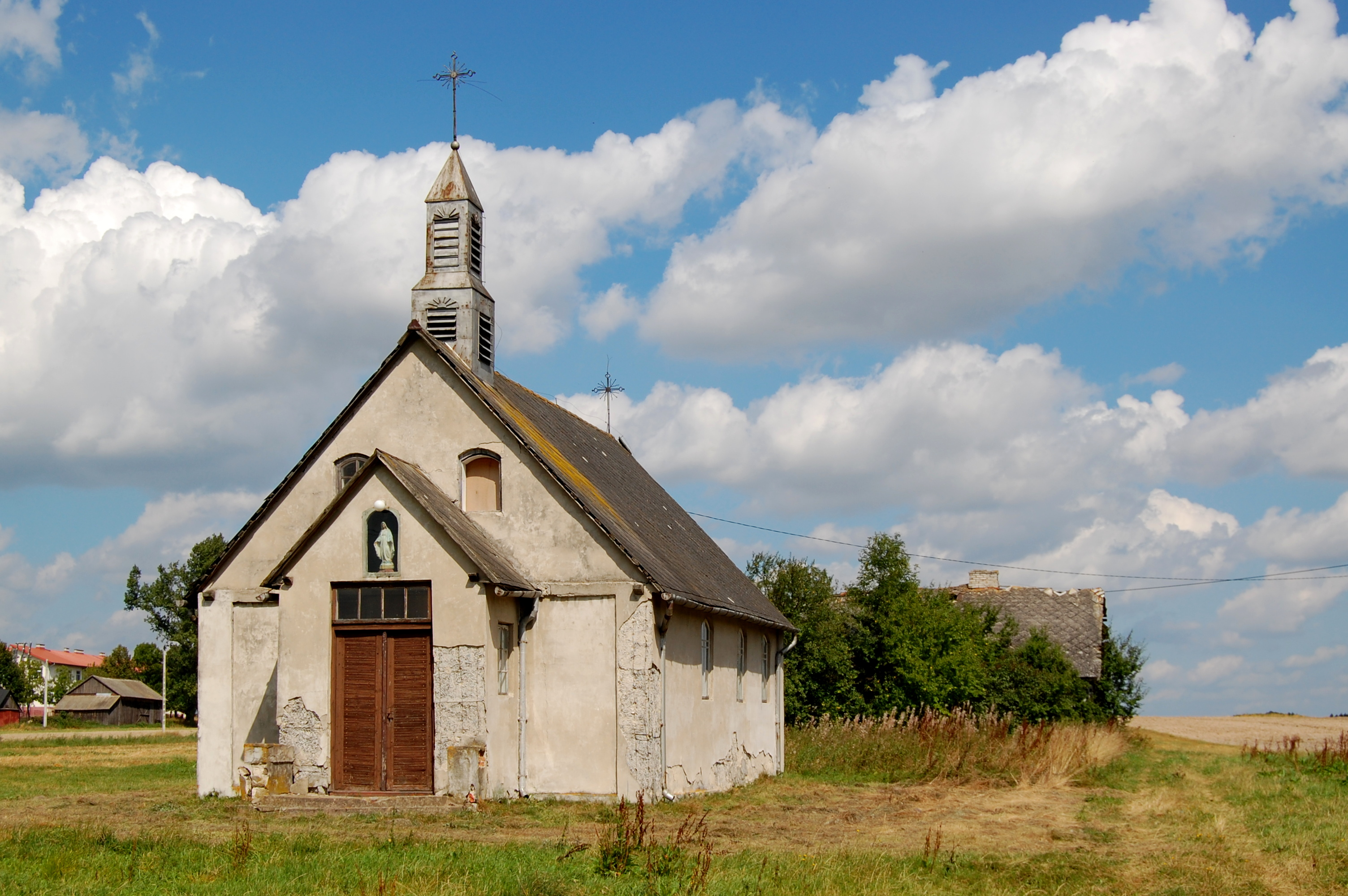
Kościół Świętych Apostołów Piotra i Pawła w Goździe

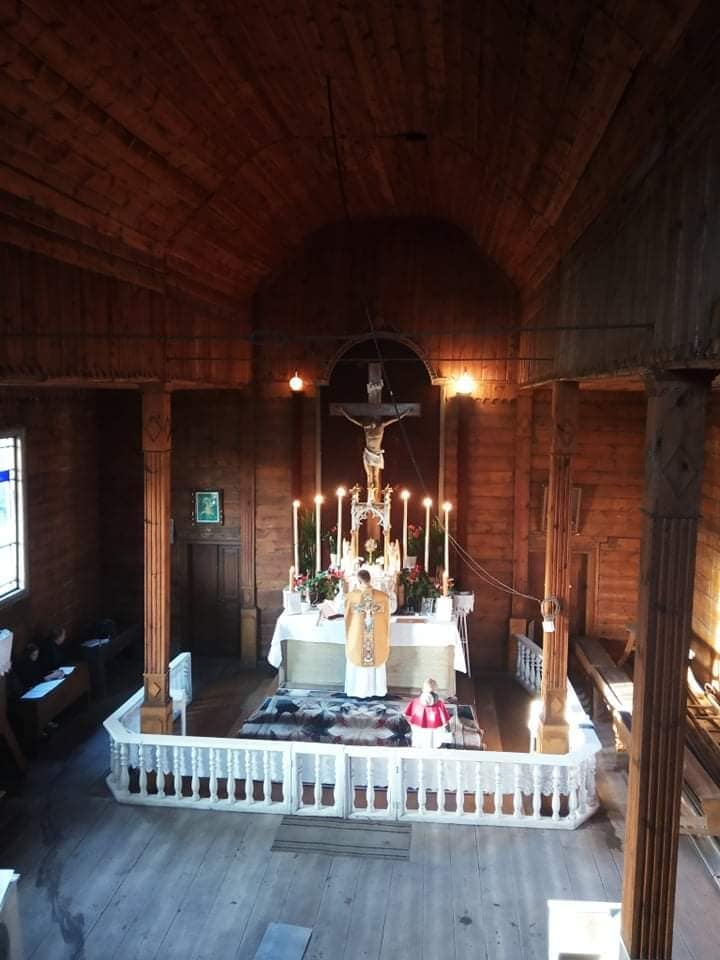
Msza Święta w kościele w Łanach

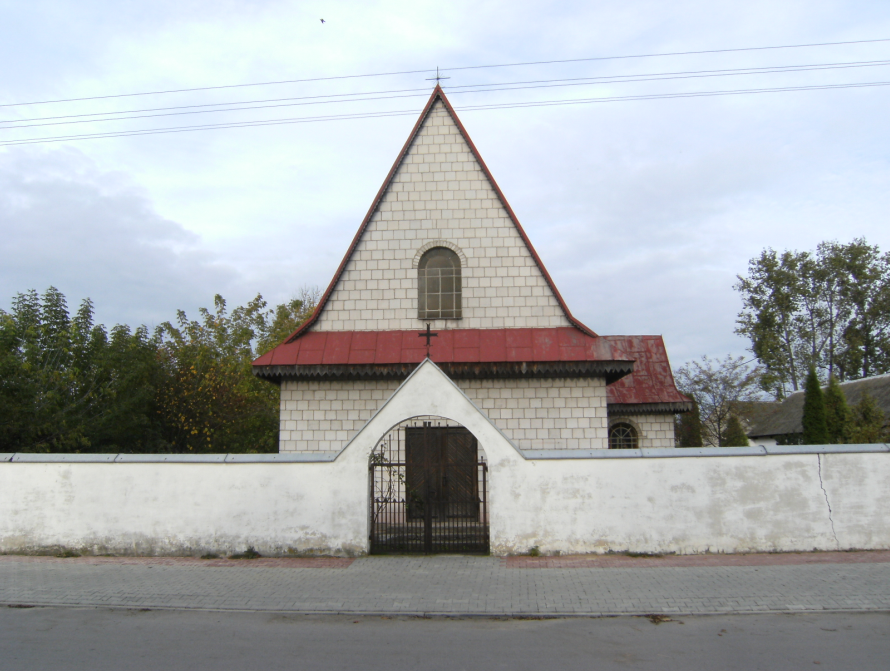
Kościół Przemienienia Pańskiego w Wierzbicy

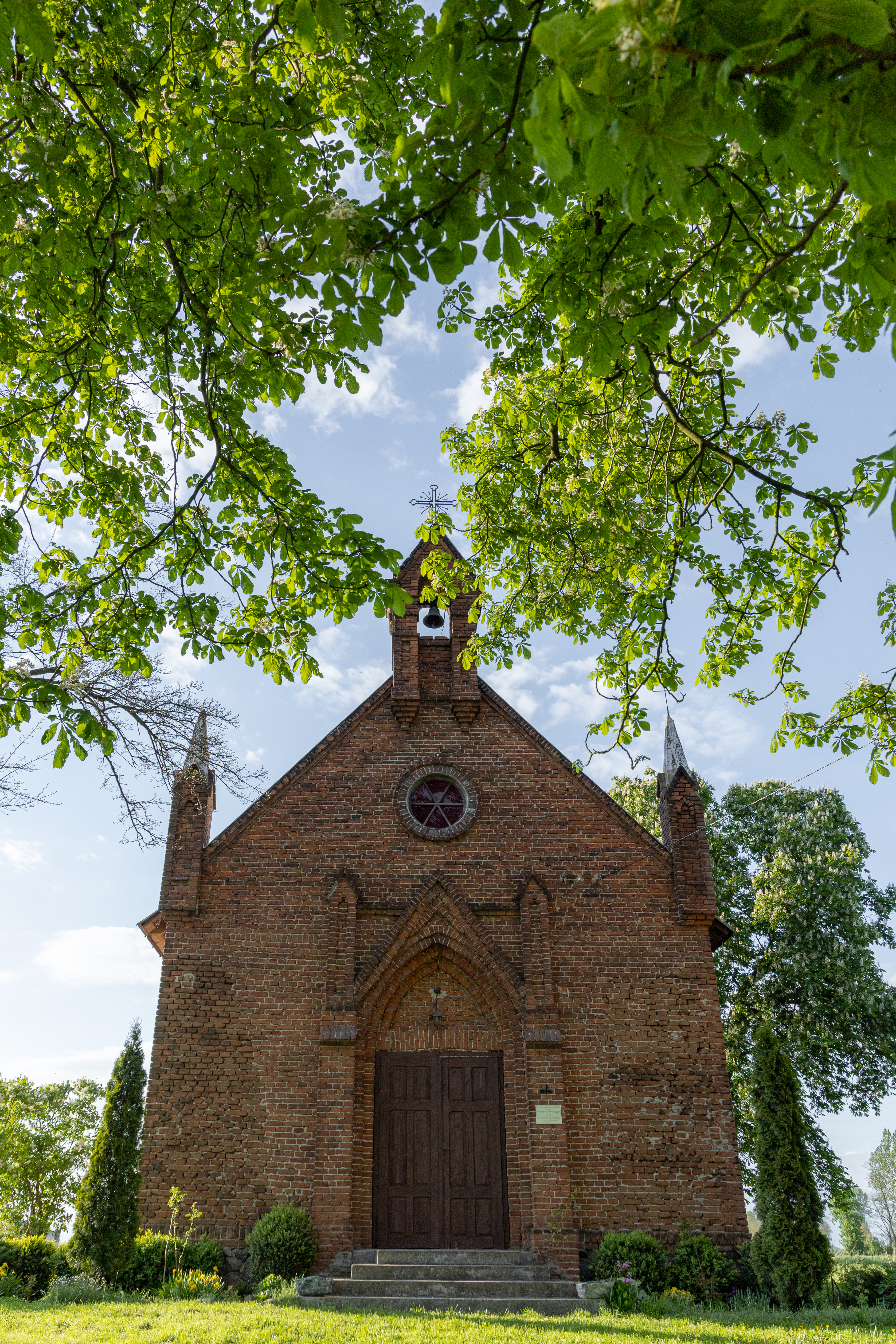
Kościół Przenajświętszego Sakramentu w Kadzidłowej

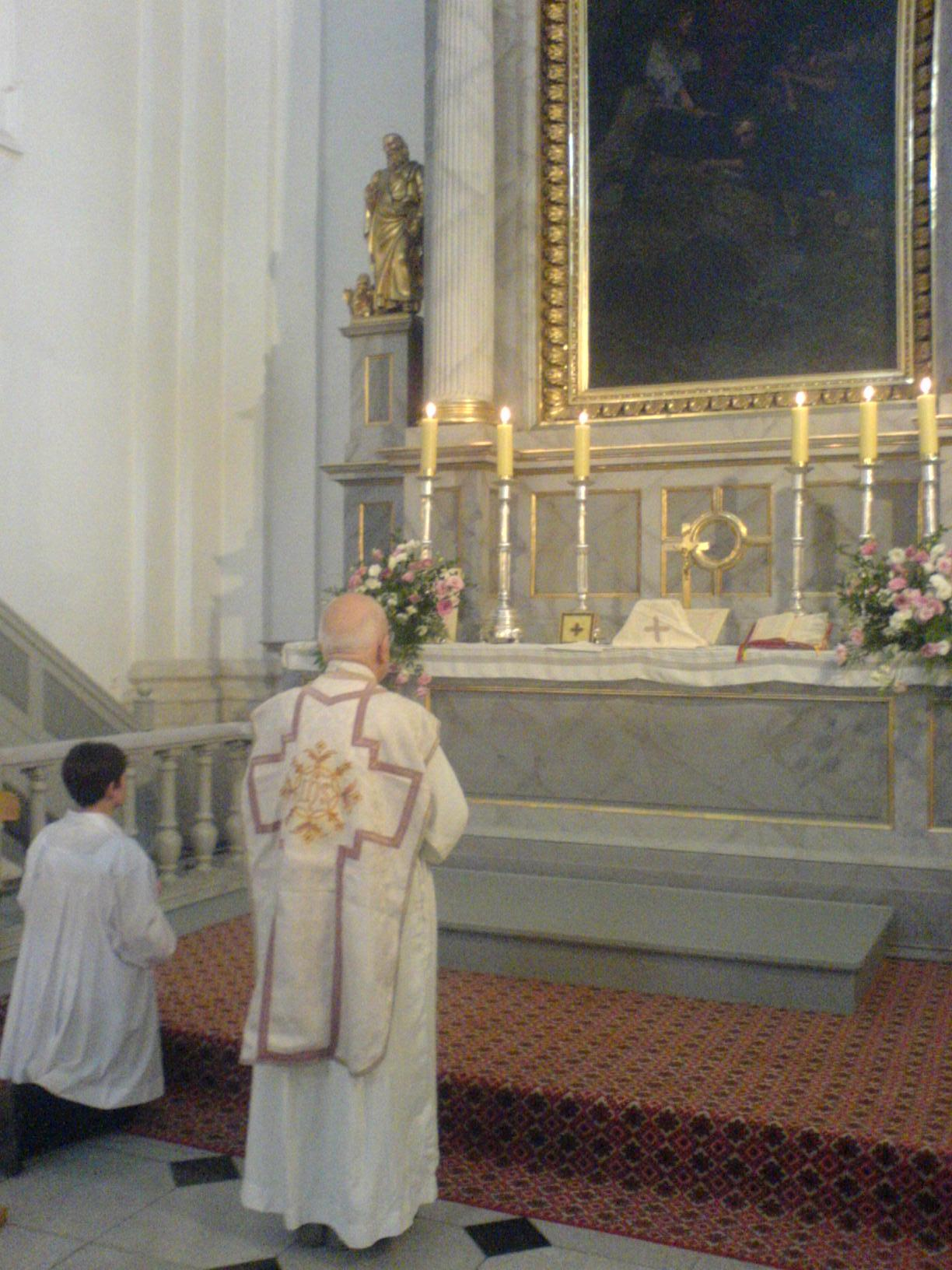
Kapłan M. Paweł Rudnicki sprawuje mariawicką Mszę Św. w kościele ewangelickim w Krakowie

Kościół Starokatolicki Mariawitów w Rzeczypospolitej Polskiej – kościół chrześcijański nurtu katolickiego prawnie działający na terenach Polski i Francji. W 2018 w Polsce liczył 22 691 wyznawców (w tym 27 duchownych) w 36 parafiach, a we Francji około 20 tysięcy wyznawców w 3 parafiach. Siedzibą władz Kościoła jest miasto Płock, gdzie rezyduje biskup naczelny. Organem prasowym wspólnoty jest kwartalnik Mariawita.
Mariawityzm wyodrębnił się z polskiego Kościoła rzymskokatolickiego w 1906. Powodem secesji było niezaakceptowanie przez hierarchię polską i papieża w Rzymie działalności Zgromadzenia Kapłanów Mariawitów, które powstało na skutek objawienia Dzieła Wielkiego Miłosierdzia, jakie otrzymała siostra zakonna św. Maria Franciszka Kozłowska 2 sierpnia 1893 w Płocku.
Według danych z Narodowego Spisu Powszechnego z 2021 roku, przynależność do Kościoła zadeklarowało 12 248 osób. 

## Nazwa
Nazwa mariawityzm pochodzi od łacińskich słów Mariae vitam (imitantes), co w języku polskim oznacza Maryi życie (naśladujący). Nazwa ta wyraża naśladowanie życia Matki Bożej, jej pokory, miłości, czystości i modlitwy. Pochodzenie nazwy jest, według Marii Franciszki, uznawanej przez mariawitów za świętą, nadprzyrodzone. Pochodzi ona z pierwszego objawienia w Dziele Wielkiego Miłosierdzia: chcę aby powstało Zgromadzenie Kapłanów pod nazwą Maryawitów.
Po rozłamie z Kościołem rzymskokatolickim, społeczność mariawitów stała się Kościołem, przyjmując nazwę Kościół Katolicki Mariawitów, zmienioną w późniejszych latach na Staro-Katolicki Kościół Mariawitów, co było wyrazem przynależności do Kościołów starokatolickich zrzeszonych w Unii Utrechckiej. W wydanym 31 października 1967 statucie dokonano zmiany nazwy na Kościół Starokatolicki Mariawitów.
W języku potocznym dla rozróżnienia dwóch polskich nurtów w mariawityzmie stosuje się określenia denominacja płocka lub mariawityzm tradycyjny.

## Historia
Mariawityzm, wśród wyznań chrześcijańskich w Polsce, jako jedyny ma genezę czysto polską. Powstał on na podstawie objawienia Bożego, jakie miała otrzymać Feliksa Kozłowska (imiona zakonne Maria Franciszka), pod koniec XIX w. na ziemiach polskich pod zaborem rosyjskim.

### Geneza
W dniu 2 sierpnia 1893 w kościele rzymskokatolickiego seminarium duchownego w Płocku przed ołtarzem Matki Boskiej Anielskiej, założycielka i matka przełożona ukrytego Zgromadzenia Sióstr Ubogich Świętej Klary – Maria Franciszka, miała otrzymać objawienie nazwane Dziełem Wielkiego Miłosierdzia, uznawane za początek mariawityzmu. Jego istota polega na wskazywaniu pogrążonemu w grzechach światu ratunku i odnowy moralnej przez cześć dla Przenajświętszego Sakramentu, co się wyraża w częstym przyjmowaniu Komunii Świętej i adoracji Przenajświętszego Sakramentu oraz wzywaniu pomocy Matki Bożej. Na podstawie tego objawienia powołane zostało Zgromadzenie Kapłanów Mariawitów.
Pierwsi księża mariawici wywodzili się z elity duchowieństwa rzymskokatolickiego, byli to głównie profesorowie seminarium. Nie pobierali oni opłat za posługi religijne, prowadzili ożywioną pracę duszpasterską, toteż mariawityzm dość szybko zdobywał popularność i poparcie wśród ludności, zwłaszcza w parafiach wiejskich na obszarze zaboru rosyjskiego. Niekonwencjonalną pracą duszpasterską spowodowali radykalną odnowę duchową i moralną wiernych. W 1903 kapłani mariawici wręczyli teksty objawień i krótką historię Zgromadzenia Kapłanów Mariawitów biskupom: lubelskiemu, płockiemu i warszawskiemu. Dnia 13 sierpnia 1903 delegacja kapłanów wraz z założycielką wręczyła papieżowi Piusowi X rękopis z objawieniami i historią zgromadzenia oraz prośbę o jego zatwierdzenie. Wcześniej, podczas pobytu w Rzymie, dnia 6 sierpnia szesnastu kapłanów mariawitów dokonało wyboru przełożonego Zgromadzenia, którym został ks. Jan Maria Michał Kowalski.
Po powrocie z Rzymu, siostra Maria Franciszka Kozłowska utworzyła Związek Mariawitów Nieustającej Adoracji Ubłagania, który skupiał wszystkich mariawitów w zgromadzeniach: kapłanów, sióstr, tercjarzy i bractwa. Głównymi zadaniami związku miały być przywrócenie na całym świecie najwyższej chwały Bogu, odrodzenie duchowe i powrót do gorliwości pierwszych chrześcijan. Kapłani i siostry, przyjmując franciszkańskie reguły i formy zakonne, chcieli działać w łonie Kościoła rzymskokatolickiego jako grupa misyjna, bez zamiaru tworzenia samodzielnej konfesji.

### Powstanie niezależnej wspólnoty
W 1904 Kongregacja św. Oficjum wydała dekret, na mocy którego Zgromadzenie Kapłanów Mariawitów miało być skasowane, a utrzymywanie kontaktów z Feliksą Marią Franciszką Kozłowską zostało zakazane. W ten sposób rozpoczęły się próby likwidacji mariawityzmu. Dnia 5 kwietnia 1906 papież Pius X podpisał encyklikę Tribus circiter, potępiającą mariawitów, która została odczytana w kościołach katedralnych w Warszawie, Płocku i Lublinie w Wielki Czwartek 12 kwietnia 1906. Następnie 30 grudnia tegoż roku został ogłoszony w diecezjach warszawskiej, płockiej i lubelskiej dekret Kongregacji św. Oficjum z dnia 5 grudnia 1906 o ekskomunice większej, zwanej popularnie klątwą, na ks. Jana Marię Michała Kowalskiego i Marię Franciszkę Kozłowską. Feliksa Kozłowska została jako pierwsza kobieta w historii chrześcijaństwa imiennie ekskomunikowana. Kapłanom mariawickim, również pod groźbą ekskomuniki, wyznaczono 20 dni na zerwanie z ruchem. Dzień 30 grudnia 1906 uważa się za datę wyłączenia mariawitów z Kościoła rzymskokatolickiego. W tej sytuacji mariawici – 33 duchownych, s. Maria Franciszka Kozłowska z siostrami zakonnymi i rzeszą wiernych – utworzyli niezależny Kościół.
Władze carskie wydały 28 listopada 1906 dekret uznający Związek Mariawitów za prawnie istniejący w cesarstwie rosyjskim. Nakazały jednak mariawitom opuszczenie kościołów parafialnych. Wobec tego nakazu urzędowego mariawici w okresie czterech lat zbudowali 38 kościołów i 34 kaplice, organizując odrębne parafie w archidiecezji warszawskiej oraz diecezjach płockiej, lubelskiej, kieleckiej, sandomierskiej i sejneńskiej. W chwili odłączenia się od Kościoła rzymskokatolickiego mariawici mieli 45 tysięcy wiernych, a w latach późniejszych liczba ta wzrosła. W parafiach obok pracy duszpasterskiej, zmierzającej do ożywienia życia religijnego, prowadzono działalności kulturalno-oświatowe i charytatywne. Podczas pasterki 24 grudnia 1906 kapłani mariawiccy odprawili pierwszą Mszę świętą w języku polskim w kaplicy sióstr w Płocku. W roku 1918 Kościół posiadał m.in. 42 ochronki, 47 szkół, 11 przytułków oraz 11 tanich kuchni.

### Rozwój Kościoła Mariawitów
We wrześniu 1909, na zaproszenie biskupa starokatolickiego Austrii, na kongres starokatolików do Wiednia udała się delegacja księży mariawitów: ks. Jan Maria Michał Kowalski, ks. Roman Maria Jakub Próchniewski i ks. Leon Maria Andrzej Gołębiowski. Tam podczas obrad, dnia 7 września 1909, uczestnicy kongresu, po zapoznaniu się z zasadami ruchu mariawickiego, przyjęli Kościół Katolicki Mariawitów do Unii Utrechckiej Kościołów Starokatolickich, a 5 października tego roku w starokatolickiej katedrze w Utrechcie ks. Jan Kowalski otrzymał święcenia biskupie. Po powrocie z Holandii biskup Jan Kowalski rozpoczął pierwszą wizytację biskupią parafii mariawickich. W 1910 w Łowiczu sakry biskupie przyjęli dwaj księża: Roman Maria Jakub Próchniewski i Leon Maria Andrzej Gołębiowski. W późniejszym okresie (rok 1919) Kościół Katolicki Mariawitów, dając wyraz swej przynależności do starokatolicyzmu, zmienił swoją nazwę na Staro-Katolicki Kościół Mariawitów.
W 1912, na podstawie aktu Prawo o wyznaniu Mariawitów, Kościół Mariawitów został zalegalizowany jako związek religijny na równi z innymi prawnie uznanymi przez władze cesarstwa rosyjskiego Kościołami chrześcijańskimi. W latach 1911–1914 wybudowano Świątynię i Klasztor w Płocku, będący siedzibą władz Kościoła. Już w pierwszych latach istnienia Kościół Mariawitów wprowadził język polski do liturgii, częstą Komunię św. i adorację Przenajświętszego Sakramentu oraz inne zmiany, które w Kościele rzymskokatolickim wprowadzono dopiero w następstwie Soboru Watykańskiego II.
Na początku 1920 Feliksa Kozłowska, wyniszczona postami, odprawiająca od wybuchu I wojny światowej coroczne, ścisłe, czterdziestodniowe rekolekcje, zachorowała na puchlinę wodną. Zmarła 23 sierpnia 1921 na nowotwór wątroby. W dniu jej śmierci Kościół Mariawitów liczył 3 biskupów, 30 kapłanów i 57 braci zakonnych, 244 sióstr zakonnych i około 43 tysiące wiernych. Posiadał 67 parafii, 38 filii, 77 kościołów, 58 kaplic, 72 domy parafialne, 25 szkół, 1 progimnazjum, 45 przedszkoli, 14 czytelni, 28 sal zajęć, 32 zakłady rękodzielnicze, 4 internaty dla sierot, 13 domów starców, 7 piekarni, 2 straże ogniowe, 22 gospodarstwa rolne, 3 towarzystwa pożyczkowo-oszczędnościowe i 43 związki wspomagania ubogich. Poza granicami Rzeczypospolitej Polskiej, na Litwie i Rusi, było 6 parafii, 3 filie, 3 kościoły, 7 kaplic i 3 domy parafialne.

### Rządy arcybiskupa Kowalskiego
Po odejściu Marii Franciszki cała władza zwierzchnia przeszła w ręce arcybiskupa Jana Marii Michała Kowalskiego. W świetle przepisów legalizujących mariawityzm, arcybiskup Kowalski był reprezentantem Kościoła mariawitów i jego jednoosobowym organem, ponadto był Ministrem Generalnym Zgromadzenia Kapłanów Mariawitów, którego urząd był dożywotni. W jego osobie mariawici upatrywali spadkobiercę duchowego Założycielki. Pod jego kierunkiem Kościół rozwijał intensywnie swoje życie duchowe i społeczne. Zyskawszy tak wielki autorytet, arcybiskup Kowalski wszedł na drogę własnych wizji, które nazywał zrozumieniami.
Pierwszym doniosłym wydarzeniem było wprowadzenie w pierwszą rocznicę śmierci Mateczki, 23 sierpnia 1922, udzielania wiernym Komunii św. pod postaciami chleba i wina (ten sposób udzielania Komunii św. był praktykowany w Kościele Zachodnim do XIII wieku). W tym samym roku w Płocku otworzono drukarnię przyklasztorną. Jako pierwsze ukazało się Dzieło Wielkiego Miłosierdzia o objętości 618 stron, zawierające Objawienia św. Marii Franciszki, jej życiorys, ustawy zakonne oraz traktaty religijne o życiu duchowym, napisane przez Mateczkę. Nową przełożoną generalną Zgromadzenia Sióstr Mariawitek została późniejsza arcykapłanka, Izabela Wiłucka-Kowalska. W 1923, zgodnie z zaleceniami Matki Założycielki, postanowiono udzielić święceń biskupich trzem kapłanom: Wawrzyńcowi Marii Franciszkowi Rostworowskiemu, Klemensowi Marii Filipowi Feldmanowi i Wacławowi Marii Bartłomiejowi Przysieckiemu.
Arcybiskup Kowalski ogłosił listem pasterskim z dnia 18 kwietnia 1924 zniesienie przymusowego celibatu i wprowadzenie dla kapłanów związków małżeńskich z siostrami zakonnymi. Wśród duchowieństwa mariawickiego wywołało to szeroką reakcję. Część kapłanów, kierująca się posłuszeństwem zakonnym, przyjęła to za zrządzenie Opatrzności Bożej. Inni zaś uznawali, iż związki małżeńskie kapłanów pozostają w sprzeczności ze złożonymi ślubami zakonnymi oraz ustawami kapłanów mariawitów. Na skutek tego wydarzenia 6 kapłanów wypowiedziało posłuszeństwo arcybiskupowi i odeszło z Kościoła Mariawitów. Część z kapłanów, którzy odeszli od mariawityzmu, przeszła do Kościoła rzymskokatolickiego i zapisała na niego nieruchomości parafialne. W związku z wprowadzeniem małżeństw między kapłanami i siostrami zakonnymi, również Unia Utrechcka zawiesiła stosunki ze Starokatolickim Kościołem Mariawitów. W tym też roku arcybiskup Kowalski ogłosił, że Ofiara Mszy Świętej, odprawiana w grzechu nieczystym lub za pieniądze, jest nieważna.
Jesienią 1926 dwunastoosobowa delegacja mariawicka udała się w podróż do patriarchatów prawosławnych i do Ziemi Świętej. Pierwszym etapem podróży były patriarchaty słowiańskie: Belgrad i Sofia. Następnie delegacja mariawicka udała się do patriarchatów w Konstantynopolu, Jerozolimie i Aleksandrii, odwiedziła także siedzibę Greckiego Kościoła Prawosławnego. Chodziło o nawiązanie stosunków ekumenicznych z tymi Kościołami i zapoznanie ich z ideą mariawityzmu, jak też o zwiedzenie Ziemi Świętej. Próba nawiązania stosunków nie przyniosła rezultatu.
W ciągu całego omawianego okresu trwały prześladowania, które kierowane były tak przeciwko całemu Kościołowi mariawickiemu, jak i pojedynczym członkom. Samemu arcybiskupowi Michałowi wytyczono ponad 20 procesów karnych. W 1926 za rzekome bluźnierstwa skazano go na rok twierdzy, w 1929 za wydanie Starego Testamentu opatrzonego komentarzami – na rok więzienia. Mimo tych trudności mariawici rozumieli, że cierpienia są częścią składową powołania chrześcijańskiego. W 1928 mariawici nawiązali oficjalne kontakty z Polskim Narodowym Kościołem Katolickim. Od tego czasu duchowni polskokatoliccy mogli odprawiać nabożeństwa w kościołach mariawickich, korzystać z mszałów, szat liturgicznych i akt stanu cywilnego. Dla Kościoła narodowego miało to ważne znaczenie, gdyż wówczas Kościół ten nie był zalegalizowany.
W 1929 arcybiskup ogłosił postanowienie o mających nastąpić święceniach kapłańskich sióstr. Pierwsze święcenia nastąpiły 28 marca tego roku, kiedy to otrzymało je dwanaście sióstr zakonnych, ponadto przełożona zgromadzenia Izabela Wiłucka otrzymała święcenia biskupie. Wiadomości o święceniach kobiet opisywane były nie tylko w prasie polskiej, ale także i światowej. Wśród przeciwników mariawityzmu wywołało to nowy odzew gniewu i oburzenia, ponowili żądania likwidacji Kościoła mariawitów. W rok po tym wydarzeniu arcybiskup zniósł obowiązkową spowiedź uszną, a na jej miejsce wprowadził spowiedź ogólną z rozgrzeszeniem kapłana. Dalsze listy Kowalskiego z lat 1930–1934 znosiły tytuły duchownych, wprowadzały Komunię św. dla dzieci, nakazywały zniszczenie nałogu palenia tytoniu i picia wódki, znosiły stan duchowny, wprowadzając kapłaństwo powszechne, znosiły obrzęd święcenia wody oraz obowiązkowe posty.
Mariawici osiągali wówczas poważne rezultaty w pracy duchowej, a także w rozwoju swych ośrodków, byli znani z ubóstwa i oparcia się jedynie na własnej pracy oraz ofiarności wiernych. Rozrastało się też w tym czasie centrum w Płocku. Podobne tendencje widziano w Felicjanowie, Cegłowie, Wiśniewie. Cały ośrodek w Płocku liczył w latach 1931–1935 około 500 osób.

### Rozłam w mariawityzmie
Generalna ocena działalności arcybiskupa Kowalskiego w sposób otwarty i jawny przez zdecydowaną większość duchowieństwa nastąpiła na przełomie 1934 i 1935 roku. Na odbytej w dniach 4–5 października 1934 kapitule biskupi i kapłani domagali się zmiany kierunku w nauczaniu i administrowaniu w Kościele. Arcybiskup Kowalski temu żądaniu stanowczo odmówił. 29 stycznia 1935 doszło więc do kolejnej kapituły kapłanów z udziałem delegatów z parafii i sióstr zakonnych, która podjęła uchwałę o usunięciu arcybiskupa Kowalskiego od władzy w Kościele. Kapituła generalna wybrała przełożonego Kościoła biskupa Klemensa Marię Filipa Feldmana, przyznając mu tytuł biskupa naczelnego. Postanowiono wówczas, że Kościołem rządzić będzie synod jako organ kolegialny, złożony z biskupów i wybranych kapłanów. Kapituła wezwała arcybiskupa Kowalskiego do podporządkowania się jej postanowieniom, uznania wybranego zwierzchnika za swojego przełożonego, zrzeczenia się tytułu własności do wszystkich nieruchomości zapisanych w testamencie św. Marii Franciszki na jego nazwisko i usunięcia się wraz ze swoją małżonką do Felicjanowa koło Płocka, gdzie miał mieć wyznaczone mieszkanie, opiekę i całkowite utrzymanie do śmierci.
Arcybiskup Kowalski wraz ze swymi zwolennikami w ogólnej liczbie 112 osób został 12 marca 1935 przeniesiony do Felicjanowa. Po jego stronie opowiedziało się 3 kapłanów i około 80 sióstr zakonnych. Przeniesienie było potwierdzone interwencją płockiego oddziału urzędu wojewódzkiego w Warszawie, a w jej wyniku zrzeczeniem się przez Kowalskiego urzędów kościelnych i praw własności do Świątyni i klasztoru w Płocku. Zwolennicy arcybiskupa uznali akt zwołania kapituły za nielegalny. Powołali się na wewnętrzne przepisy, w świetle których wybór ministra generalnego dopuszczalny był tylko w wypadku niezdolności do sprawowania urzędu przez jego poprzednika. Wybór powinien być poprzedzony dobrowolnym zrzeczeniem się urzędu przez ustępującego. Był to bowiem urząd dożywotni.
Mariawityzm rozpadł się na dwie denominacje. Początkowo obydwie strony walczyły o zatrzymanie ówczesnej nazwy wspólnoty: Starokatolicki Kościół Mariawitów, po czym strona felicjanowska powróciła do pierwotnej nazwy, która brzmiała: Kościół Katolicki Mariawitów. Podział liczbowy wiernych w parafiach ukształtował się w stosunku 4:1 na korzyść denominacji płockiej, z tym, że około 30% wyznawców odeszło w ogóle od mariawityzmu.

### Kościół Starokatolicki Mariawitów po rozłamie
Po rozłamie Kościół Starokatolicki Mariawitów stopniowo odchodził od reform arcybiskupa Kowalskiego. Posiedzenie synodu, które odbyło się w dniach 30 kwietnia–6 maja 1935, oprócz postanowień określających stosunek Starokatolickiego Kościoła Mariawitów do państwa i podjęciu uchwały o zawiadomieniu Unii Utrechckiej o zaszłych zmianach, dokonało zasadniczych zmian w Kościele. Synod przywrócił naruszone siedem sakramentów, uznał spowiedź ogólną i śluby cywilne. Małżeństwa kapłanów postanowiono pozostawić, ale uznać przy tym wolność celibatu dla tych, którzy by chcieli żyć w bezżeństwie. Kapłaństwo sióstr zakonnych uznano za instytucję prywatną w ich zgromadzeniu. Ustalono, że proboszczem parafii może być tylko kapłan. Kapłanki miały pomagać kapłanom w ich pracy duszpasterskiej i kierować zakładami dobroczynnymi (kapłaństwo niewiast skasowano całkowicie 6 marca 1938). Nadto postanowiono przywrócić posty jako zalecenie Kościoła zgodne z nauką Chrystusa, ceremonie nabożeństw wielkotygodniowych, takich jak święcenie wody, oleju i inne sakramentalia. Od 1935 organem prasowym Kościoła był Głos Prawdy (w styczniu 1938 zmieniono tytuł na Głos Staro-Katolicki).
W 1939 kapłan Tomasz Czernohorski-Fehérváry założył misję mariawicką na Węgrzech. 11 listopada 1945 otrzymał sakrę biskupią z rąk biskupa Romana Jakuba Marii Próchniewskiego. W tym czasie Kościół Starokatolicki Mariawitów na Węgrzech posiadał 15 parafii i około 2 tysięcy wiernych. Wspólnota na Węgrzech została 27 grudnia 1948 zdelegalizowana przez władze komunistyczne. Duchowni pod groźbą więzienia otrzymali zakaz sprawowania posługi duszpasterskiej. Pomimo tego kapłan Janos Maria Gracjan Simon zorganizował w swoim mieszkaniu prywatną kaplicę, w której odprawiał nabożeństwa. W 1964 biskup Tomasz Fehérváry opuścił potajemnie Węgry i udał się na emigrację. W czasie odwilży politycznej kapłan Gracjan zaczął przyjeżdżać do klasztoru przy Świątyni Miłosierdzia i Miłości w Płocku. Na stałe do Płocka przybył w 1969.
Okres II wojny światowej zaznaczył się tragicznie w życiu Kościoła Starokatolickiego Mariawitów. Mariawityzm jako wyznanie czysto polskie, ze względu na swój narodowy charakter, był szczególnie zagrożony przez Niemców. Nie uzyskało prawnego uznania do działania i przeznaczone było do likwidacji. Klasztor płocki został w 1941 zajęty przez nazistowskie władze okupacyjne. Hitlerowcy wysiedlili około dwustu jego mieszkańców, część poprzez obóz w Działdowie do Generalnego Gubernatorstwa, część natomiast do miasta bez przydziału mieszkań. W klasztorze pozostało 2 biskupów, 3 księży, 2 kleryków i kilkanaście sióstr zakonnych oraz osób świeckich, pracujących w przyklasztornej piekarni. Zniszczono bogatą bibliotekę kościelną, wywieziono do Niemiec cenne i rzadkiej roboty aparaty kościelne oraz maszyny i urządzenia z przyklasztornych zakładów usługowych (drukarni, introligatorni).
W czasie działań wojennych zniszczeniu uległo wiele świątyń. Największe straty poniosły kościoły w Warszawie na ulicach Szarej oraz Wolskiej oraz w Wiśniewie koło Mińska Mazowieckiego. W Lipińskich koło Gąbina Niemcy rozebrali kościół do fundamentów. Obok strat w mieniu, Kościół mariawitów poniósł niemałe straty w ludziach. Wiele osób, w tym duchownych, zginęło w obozach, część hitlerowcy wywieźli na przymusowe roboty do Niemiec.
W związku z oskarżeniem przez Gestapo o pochodzenie żydowskie, z kraju wyjechał biskup naczelny Kościoła, Maria Filip Feldman, który objął placówkę Kościoła Starokatolickiego w Niemczech w Blumbergu. Biskup Feldman wrócił z Republiki Federalnej Niemiec w 1957, zamieszkał w klasztorze płockim i przez wiele lat redagował miesięcznik Mariawita. Ze względu na nieobecność biskupa naczelnego w kraju, zaszła konieczność wyboru nowego zwierzchnika. Dokonała tego w dniach 3–5 lipca 1945 pierwsza po wojnie Kapituła Generalna Kapłanów Mariawitów. Na wakujące stanowisko Biskupa Naczelnego wybrano biskupa Romana Marię Jakuba Próchniewskiego. W latach 1945–1948 wydano akty normatywne, regulujące położenie prawne i stosunek państwa do Starokatolickiego Kościoła Mariawitów. Dekretem z 5 września 1947 roku Kościół został uznany prawnie, a 31 października 1967 roku władze państwowe zatwierdziły statut Kościoła Starokatolickiego Mariawitów. 
O ile przed 1939 Kościół liczył 46 tysięcy wiernych, 67 parafii i ponad 30 filii parafialnych, 70 kościołów i około 60 kaplic to w 1970 miał 24 tysiące wiernych, 41 parafii i 33 kapłanów. Ten znaczny spadek liczby wiernych i posiadanych miejsc kultu nastąpił zarówno ze względu na straty wojenne, jak również ogromną migrację ludności po zmianie granic państwa polskiego. Wielu mariawitów wyprowadziło się na tzw. "Ziemie Odzyskane", gdzie nie było mariawickich parafii, miejsc kultu i stałej obsługi duszpasterskiej. Wielu wiernych szybko asymilowało się z miejscową ludnością lub przyjmowało inne wyznanie, np. polskokatolickie. W miarę możliwości kapłani odwiedzali wiernych żyjących w diasporze odprawiając nabożeństwa w domach prywatnych, jednak brak regularnych nabożeństw, katechizacji dzieci i młodzieży skutkował stopniowym odchodzeniem wiernych żyjących w diasporze do mariawityzmu. Wskutek wspomnianych zmian społecznych wiele ośrodków parafialnych, zwłaszcza tych oddalonych od mariawickich skupisk, podupadło, a niektóre zostały zamknięte np. Filipów, Żyrardów, Grodzisk Mazowiecki, Górka Powielińska, Wólka Jeruzalska, Długi Kąt, Prędocin, Dąbrowa Górnicza. W okresie Polski Ludowej działalność misyjna Kościoła była ograniczona, jedyną parafią którą udało się erygować, a która przetrwała do dziś jest Wierzbica koło Radomia, powstała w następstwie konfliktu wewnątrz parafii rzymskokatolickiej. Udało się także zorganizować mariawickie nabożeństwa w Krakowie, a przez kilka lat funkcjonowała parafia w Bytomiu, z filią w Piekarach Śląskich. 
Po Soborze Watykańskim II nastąpiło ocieplenie relacji pomiędzy Kościołem rzymskokatolickim a mariawitami. W latach 1957–1965 stanowisko biskupa naczelnego piastował Jan Maria Michał Sitek. Ten duchowny był entuzjastą języka esperanto. Przetłumaczył liturgię mszalną na ten język międzynarodowy. Podczas Światowego Kongresu Esperantystów w 1959 odprawił ekumeniczną Mszę św. w tym języku. Kolejnym zwierzchnikiem Kościoła (1965–1972) był biskup Wacław Maria Innocenty Gołębiowski. 6 sierpnia 1972 Stanisław Maria Tymoteusz Kowalski został konsekrowany na biskupa z udziałem starokatolickiego arcybiskupa Utrechtu Marinusa Koka i biskupa Haarlemu Gerarda van Kleefa oraz biskupów polskokatolickich Juliana Pękalę i Tadeusza Majewskiego. W tym samym miesiącu biskup Maria Tymoteusz stanął na czele Kościoła Starokatolickiego Mariawitów; urząd ten piastował niemal do śmierci w 1997 roku.
W okresie Polski Ludowej Kościół był zmuszony ograniczyć swoją działalność charytatywną, kulturalną, a przede wszystkim gospodarczą. Duże gospodarstwa parafialne, które służyły do wyżywienia klasztorów, były uznane za kułackie i przeznaczone zgodnie z duchem ustawy wywłaszczeniowej do parcelacji. Władze państwowe przejmowały liczne zabudowania parafialne i obiekty użyteczności publicznej, prowadzone przez mariawitów. Wysokie podatki od prowadzenia gospodarstw powodowały powolny upadek ekonomiczny niektórych parafii. W niektórych przypadkach, z powodu nieopłaconych świadczeń względem państwa, władze zajmowały płody rolne i zwierzęta hodowlane. Liczne parafialne zakłady usługowe zostały zlikwidowane, piekarnie często były przejmowane przez Gminne Spółdzielnie „Samopomoc Chłopska”. Dawne szkoły i ochronki mariawickie stały się obiektami państwowymi, a siostry zakonne, które w nich uczyły, były zmuszone do zdejmowania habitów, jeśli chciały prowadzić dalszą działalność oświatową. Stan ten spowodował upadek powołań zakonnych do Zgromadzenia Sióstr Mariawitek oraz misji, a także szerokiej pomocy charytatywnej Kościoła mariawitów.
W latach 70. XX w. Apostolski Kościół Katolicki Paryża i Tours, posiadający sukcesję apostolską linii arcybiskupa Thomasa Feherwarego, podjął oficjalny dialog z Kościołem Starokatolickim Mariawitów. W 1988 dwaj francuscy biskupi mariawiccy, André Le Bec i Gerard Grateau, zawarli interkomunię z Kościołem Starokatolickim Mariawitów w Polsce. W 1992 biskup Grateau został suspendowany przez biskupa naczelnego Stanisława Marię Tymoteusza Kowalskiego z powodu udzielenia sakry kapłanowi A. Fraysse bez zgody biskupów mariawickich. Biskup Le Bec natomiast kontynuował współpracę, która zaowocowała utworzeniem 18 lutego 1992 prowincji francuskiej Kościoła Starokatolickiego Mariawitów.
W latach 1997–2007 zwierzchnikiem Kościoła był biskup Zdzisław Maria Włodzimierz Jaworski, a od 2007 do 2015 – biskup Michał Maria Ludwik Jabłoński. W latach 2015–2023 na czele Kościoła stał biskup Marek Maria Karol Babi. Po zakończeniu jego kadencji biskup Michał Maria Ludwik Jabłoński pełni rolę p.o. Biskupa Naczelnego.
5 września 2023 podczas IV sesji Kapituły Generalnej Kościoła Starokatolickiego Mariawitów kapł. Jarosław Maria Jan Opala został wybrany na urząd Biskupa Naczelnego Kościoła oraz biskupa diecezji warszawsko-płockiej, zaś kapł. Maria Daniel Mames na urząd biskupa-koadiutora prowincji francuskiej.
17 lutego 2024 Kapituła Generalna Kościoła Starokatolickiego Mariawitów podjęła decyzję o przyjęciu do Kościoła Starokatolickiego Mariawitów duchownych i wiernych Kościoła Świętej Maryi w Mont-Saint-Aignan we Francji oraz erygowaniu diecezji normandzkiej w ramach istniejącej już prowincji francuskiej Kościoła Starokatolickiego Mariawitów z siedzibą w Paryżu. Na czele nowej diecezji stanął dotychczasowy zwierzchnik Kościoła – bp Roland Fleury.
Tegoż dnia Kapituła Generalna uchwaliła „Prawo Wewnętrzne Kościoła Starokatolickiego Mariawitów”, jak również pojęta została uchwała m.in. o zwołaniu Synodu w Płocku na dzień 16 listopada 2024 (ostatni Synod odbył się w 1937).

## Status prawny
Status prawny Kościoła reguluje ustawa z dnia 20 lutego 1997 r. o stosunku Państwa do Kościoła Starokatolickiego Mariawitów w Rzeczypospolitej Polskiej oraz "Prawo Wewnętrzne Kościoła Starokatolickiego Mariawitów" z dnia 17 lutego 2024 roku. 

## Ekumenizm
Od czasu wyłonienia się Kościoła mariawitów z Kościoła rzymskokatolickiego, mariawici stali się zwolennikami ekumenizmu i dialogu międzyreligijnego. Działalność mariawitów w dążeniu do przywrócenia chrześcijaństwu jedności znajduje oparcie również we wskazaniach ich założycielki, św. Marii Franciszki Kozłowskiej, która odnosząc się do istniejących podziałów warunkowała zjednoczenie miłością jednych ku drugim. Myśl tę zawarła w słowach: Każdy Kościół niech zachowuje zwyczaje, modły i nabożeństwa i niech drugiemu swoich praktyk religijnych nie narzuca. We wszystkim niech będzie miłość, w rzeczach niekoniecznych do zbawienia – wolność, a w koniecznych – jedność.
Kościół Starokatolicki Mariawitów był współzałożycielem Polskiej Rady Ekumenicznej i nadal jest jej aktywnym członkiem. Należy również do Światowej Rady Kościołów i Konferencji Kościołów Europejskich. Kościół uczestniczy w pracach nad tłumaczeniem ekumenicznego Pisma Świętego w Towarzystwie Biblijnym w Polsce, angażuje się również w działalność Ekumenicznego Forum Chrześcijanek Europy oraz utrzymuje przyjazne stosunki ze starokatolickimi Kościołami Unii Utrechckiej. Mariawici nawiązali interkomunię z Polskim Narodowym Kościołem Katolickim, Kościołem Polskokatolickim w RP, Kościołem Starokatolickim w Holandii, Kościołem Starokatolickim Austrii i Kościołem Starokatolickim w Czechach.
W następstwie obrad Soboru Watykańskiego II zmienił się stosunek Kościoła rzymskokatolickiego do Kościoła i społeczności mariawitów. W 1971 Komisja Episkopatu do spraw Ekumenizmu przesłała list Do Braci Mariawitów z prośbą o przebaczenie win, jakie rzymscy katolicy popełnili wobec mariawitów. W 1986 po raz pierwszy od 80 lat przybył do kościoła mariawickiego w Warszawie i homilię wygłosił biskup rzymskokatolicki, Władysław Miziołek, który uczestniczył we wspólnym nabożeństwie ekumenicznym razem z biskupem mariawickim Antonim Marią Romanem Nowakiem. Wcześniej nieoficjalną wizytę w mariawickiej Świątyni Miłosierdzia i Miłości w Płocku złożył kardynał Karol Wojtyła.
W lipcu 1983 kapłan mariawicki, Konrad Maria Paweł Rudnicki, za specjalnym zezwoleniem odprawiał przez 6 dni Msze święte według rytuału mariawickiego w jednej z kaplic rezydencji papieskiej w Castel Gandolfo. W związku z przypadającą w 1993 setną rocznicą powstania mariawityzmu, Kościół Starokatolicki Mariawitów zorganizował w latach 1991–1994 ekumeniczne sympozja teologiczne na temat ujęcia Miłosierdzia Bożego w poszczególnych wyznaniach chrześcijańskich.
Od 1997 pracuje Komisja Mieszana do spraw Dialogu Teologicznego między Kościołem Rzymskokatolickim i Kościołem Starokatolickim Mariawitów, której współprzewodniczą biskupi obu Kościołów: mariawicki biskup Michał Maria Ludwik Jabłoński i rzymskokatolicki biskup włocławski Bronisław Dembowski. 23 stycznia 2000 nastąpiło podpisanie wspólnej deklaracji o wzajemnym uznawaniu sakramentu Chrztu Świętego przez sześć Kościołów należących do Polskiej Rady Ekumenicznej i Kościół Rzymskokatolicki. Wcześniej dwustronne dokumenty w sprawie sakramentów pomiędzy Kościołem rzymskokatolickim a Kościołem Starokatolickim Mariawitów zostały podpisane w 1974, a potwierdzone w 1978.
Na skutek intensywnego dialogu ekumenicznego z Kościołem Maryi Panny we Francji doszło do włączenia tej wspólnoty do Kościoła Starokatolickiego Mariawitów, na Kapitule Generalnej 17 lutego 2024 roku.

## Doktryna
Kościół Starokatolicki Mariawitów opiera się na starodawnych katolickich zasadach wiary i moralności. Zasady te zawarte są w księgach kanonicznych Pisma Świętego Starego i Nowego Testamentu oraz dogmatach i tradycji niepodzielonego Kościoła, określonych na pierwszych siedmiu soborach powszechnych. Opiera się również na Objawieniu o Bożym Miłosierdziu, otrzymanym przez Założycielkę mariawityzmu, świętą Marię Franciszkę Kozłowską, wskazującym, że ratunek dla pogrążonego w grzechach świata jest w Chrystusie obecnym w Przenajświętszym Sakramencie oraz we wzywaniu nieustającej pomocy Matki Boskiej. Niepokalane Poczęcie i Wniebowzięcie Najświętszej Maryi Panny, mimo szczególnego szacunku, jakim się je otacza, traktowane są jako prawdy wiary, a nie jako dogmat, co znaczy, że wiara w nie nie jest uważana za konieczną do zbawienia.
Kościół Starokatolicki Mariawitów nie ustanawia dogmatów i nie uznaje tych dogmatów, które zostały ogłoszone po rozdziale Kościoła powszechnego w 1054 roku. Uważa bowiem, że tylko sobór ekumeniczny, jako reprezentujący całe chrześcijaństwo, może ustanawiać dogmaty obowiązujące wszystkich chrześcijan. Nie uznaje też prymatu żadnego biskupa oraz nieomylności człowieka w sprawach wiary i moralności. Wszystkie posługi w Kościele są bezpłatne, zgodnie z zaleceniem Chrystusa: Darmoście wzięli, darmo dawajcie (Mt 10,8). Duchowieństwo może przyjmować dobrowolne ofiary za posługi religijne, ale nie może ich żądać.
Kościół uznaje siedem katolickich Sakramentów Świętych: chrzest, bierzmowanie, Eucharystia, pokuta, kapłaństwo, małżeństwo i namaszczenie chorych. Komunia Święta udzielana jest wiernym pod postaciami chleba i wina. Mariawici praktykują gościnność eucharystyczną względem wyznawców innych Kościołów chrześcijańskich. Spowiedź uszna przed kapłanem obowiązuje dzieci i młodzież, mogą z niej korzystać dorośli na własne życzenie, ale wszystkich obowiązuje spowiedź ogólna przed Chrystusem z rozgrzeszeniem kapłana. W Kościele Starokatolickim Mariawitów nie istnieje obowiązkowy celibat duchownych.
Wiernym Kościoła jest ten, kto przyjmuje naukę wiary, głoszonej przez Kościół Starokatolicki Mariawitów, należy do określonej parafii i uznaje ustanowione zasady organizacji i działalności Kościoła. Mariawici uważają dogmaty za drogowskazy, przez co nie uznają ekskomunik, a więc nie wykluczają ze swego grona myślących inaczej.

## Kult
Najwyższą cześć mariawici oddają Bogu w Trójcy Przenajświętszej jedynemu, Ojcu, Synowi i Duchowi Świętemu. Centralnym elementem kultu oddawanego Bogu jest Msza święta, która jest uobecnieniem zbawczej Ofiary Chrystusa. Głównym zadaniem mariawitów jest szerzenie czci dla Przenajświętszego Sakramentu, która w życiu wiernych ma się wyrażać w częstym i godnym przyjmowaniu Komunii Świętej oraz odprawianiu adoracji ubłagania. Każdy z wyznawców powinien odprawiać godzinną adorację Przenajświętszego Sakramentu raz w tygodniu oraz wspólną uroczystą raz w miesiącu, a także uczestniczyć w niedziele i święta we mszy świętej. Duchowieństwo i siostry zakonne mają obowiązek odprawiać adorację codziennie.

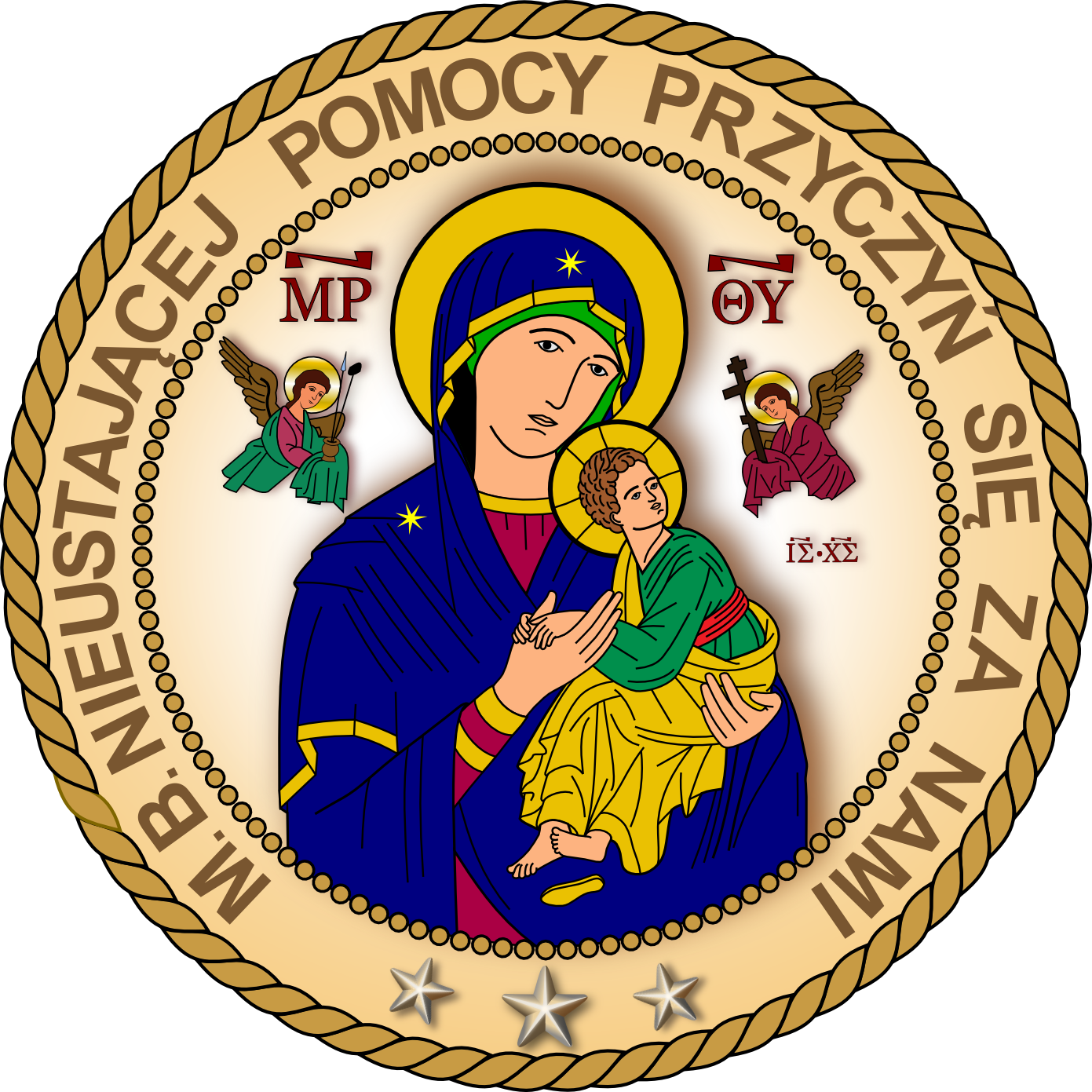
Emblemat mariawicki (rewers)

Kult maryjny w życiu religijnym Kościoła Starokatolickiego Mariawitów zajmuje poczesne miejsce zgodne z tradycją Kościoła katolickiego i tradycją polską. Podstawą tego kultu jest szczególne miejsce i rola Maryi w dziele zbawienia, Jej wybranie, dziewictwo i boskie macierzyństwo. Szczególną czcią darzona jest Matka Boska Nieustającej Pomocy, jej obrazy znajdują się w każdej świątyni mariawickiej. 
Kościół Starokatolicki Mariawitów oddaje także cześć świętym, aniołom i męczennikom. Szczególnym szacunkiem darzeni są: św. Maria Franciszka Kozłowska, św. Franciszek z Asyżu, św. Klara, św. Józef, św. Anna, św. Alfons, św. Ludwik, św. Paschalis, św. Jan Chrzciciel, św. Michał Archanioł, a także apostołowie i ewangeliści. W kulcie świętych jednak zachowuje się właściwy umiar i powagę, przytacza ich jako wzory do naśladowania, a opierając się na wierze w świętych obcowanie, Kościół uznaje ich za osoby mogące się wstawiać za ludem do Boga przez Chrystusa – jedynego Pośrednika i Zbawiciela. 
Kościół wierzy, że Bóg sprawuje cuda w duszy człowieka, ale nie uznaje cudownych relikwii, kultu obrazów i figur. Nie odrzuca jednak wielkiego poszanowania, jakim powinno się otaczać obrazy treści religijnej oraz relikwie i pamiątki po świętych.
W Kościele mariawitów wszystkie czynności liturgiczne oraz msze święte są odprawiane w języku narodowym od 1907. Większości nabożeństw towarzyszy wystawienie Przenajświętszego Sakramentu. W Polsce Msza święta sprawowana jest przodem do tabernakulum, w zmodyfikowanym rycie trydenckim.

## Duchowni

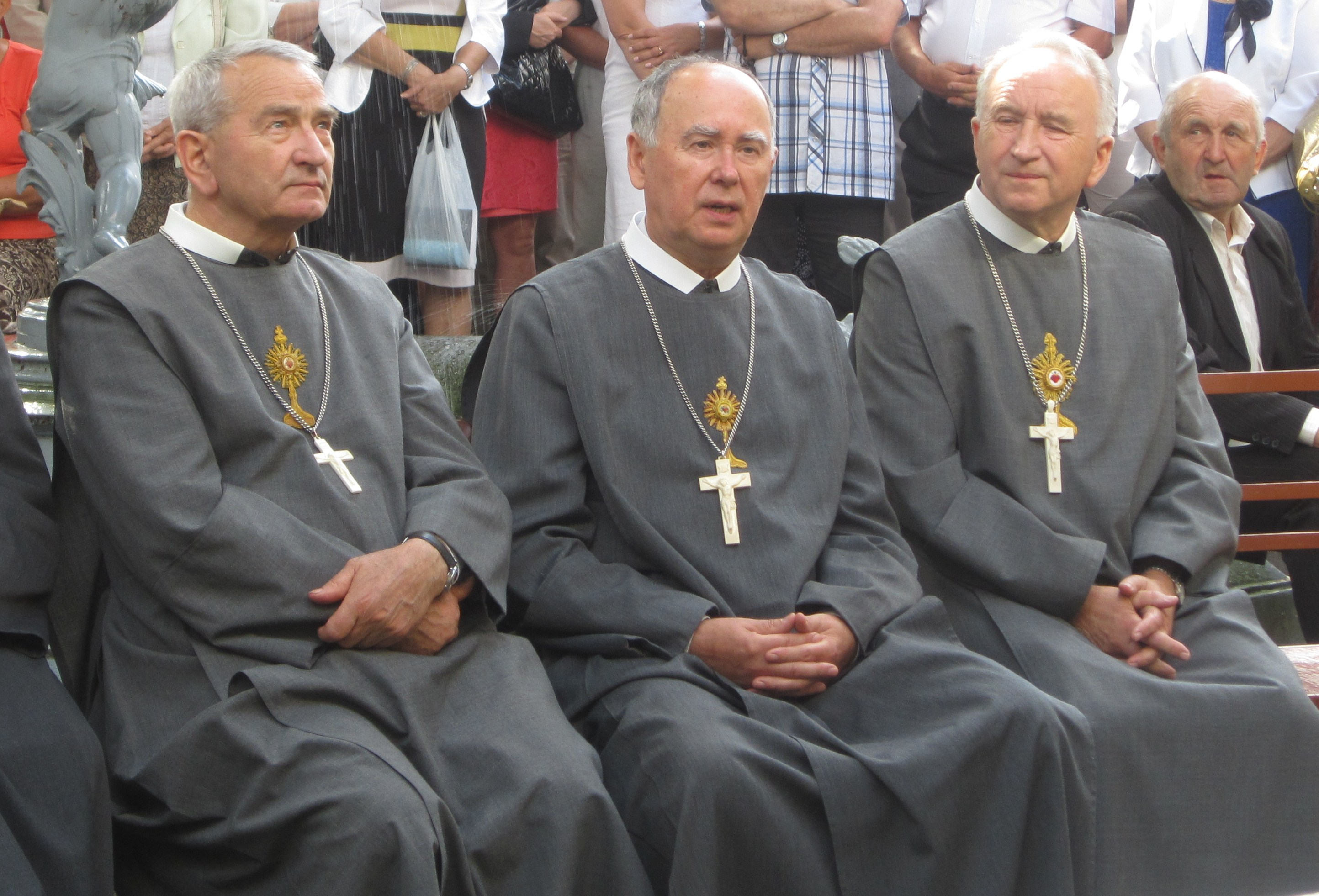
Biskupi Kościoła Starokatolickiego Mariawitów-Maria Włodzimierz Jaworski, Maria Ludwik Jabłoński i Maria Bernard Kubicki

Duchownym Kościoła Starokatolickiego Mariawitów może być mężczyzna, który ukończył Chrześcijańską Akademię Teologiczną w Warszawie – wydział Teologia starokatolicka lub Wyższe Seminarium Duchowne Kościoła Starokatolickiego Mariawitów w Płocku, oraz uzyskał akceptację władz kościelnych. Duchowieństwo tworzą biskupi, kapłani, diakoni i subdiakoni. 
Biskupem w Kościele Starokatolickim Mariawitów jest kapłan wybrany przez kapitułę generalną lub synod, konsekrowany przez trzech biskupów Kościoła – głównym konsekratorem jest z urzędu biskup naczelny. W Kościele Starokatolickim Mariawitów kapłani mają obecnie wolność wyboru stanu cywilnego: mogą zawrzeć związek małżeński lub złożyć śluby zakonne, albo też żyć w samotności. Siostry zakonne natomiast muszą złożyć śluby czystości. Wszystkich duchownych obowiązuje zachowanie ducha franciszkańskiego. Duchownym w ich pracy ma przyświecać hasło: Wszystko na większą chwałę Bożą i cześć Najświętszej Maryi Panny.

Strój duchowieństwa mariawickiego (biskup, kapłan i diakon)

Mariawicki habit zaprojektowany przez św. Marię Franciszkę to szara tunika z wyłożonym na nią białym kołnierzykiem – koloratką. Sutanna przepasana jest paskiem. Na habit kapłani zakładają dodatkowo popielaty szkaplerz z wyhaftowaną małą monstrancją na wysokości piersi. Nakrycie głowy stanowi biret w kolorze habitu. Biskupi dodatkowo noszą zawieszony na szyi pektorał. Patronem Zgromadzenia Kapłanów Mariawitów jest św. Alfons Liguori.

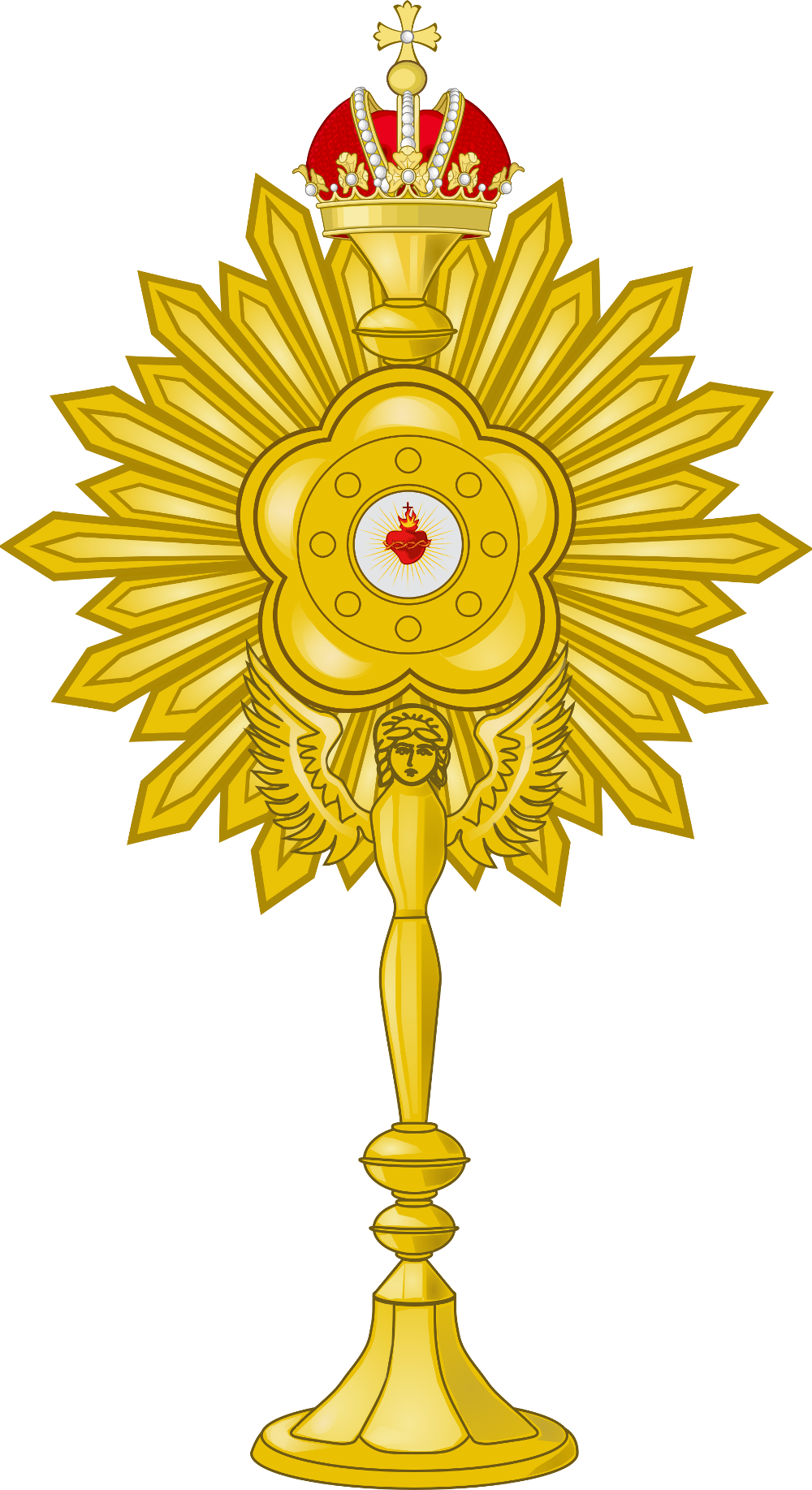
Monstrancja mariawicka

Aktualnie episkopat Kościoła Starokatolickiego Mariawitów tworzą: bp Jarosław Maria Jan Opala – Biskup Naczelny oraz ordynariusz diecezji warszawsko-płockiej, bp Michał Maria Ludwik Jabłoński – zastępca Biskupa Naczelnego, ordynariusz diecezji lubelsko-podlaskiej i śląsko-łódzkiej, bp Zdzisław Maria Włodzimierz Jaworski – emerytowany biskup diecezji śląsko-łódzkiej, bp Piotr Maria Bernard Kubicki – emerytowany biskup diecezji śląsko-łódzkiej, bp Marek Maria Karol Babi – biskup pracujący w diecezji warszawsko-płockiej, bp André Le Bec – ordynariusz prowincji francuskiej, bp Tomasz Maria Daniel Mames - biskup koadiutor diecezji francuskiej, bp Roland Fleury - ordynariusz diecezji normandzkiej.

## Organizacja
Według prawnie obowiązującego statutu Kościoła jego władzami są: synod, kapituła generalna, rada Kościoła, biskup naczelny, biskup diecezjalny, zebranie parafialne, rada parafialna i proboszcz.
Synod jest zwierzchnią władzą oraz ostateczną instancją odwoławczą od uchwał i decyzji innych władz Kościoła. Stanowią go biskupi, kapłani, przedstawicielki sióstr zakonnych i delegaci z każdej parafii. Kapituła generalna jest ogólnym zgromadzeniem wszystkich biskupów i prezbiterów, do niej należą najważniejsze sprawy duchowieństwa, takie jak wybór kandydatów do święceń kapłańskich i biskupich. Rada Kościoła jest władzą zarządzającą i wykonawczą w Kościele, wybieraną na okres siedmiu lat przez kapitułę generalną, w ilości siedmiu członków (w tym wszyscy biskupi). Biskup naczelny wybierany przez synod lub kapitułę generalną pełni jednocześnie funkcję przewodniczącego rady Kościoła i reprezentuje Kościół na zewnątrz. Kościół jako całość i każda poszczególna parafia posiada osobowość prawną.
Administracyjnie Kościół złożony jest z trzech diecezji w Polsce: lubelsko-podlaskiej z siedzibą w Wiśniewie, śląsko-łódzkiej z siedzibą w Łodzi i warszawsko-płockiej z siedzibą w Płocku; oraz z zagranicznej prowincji francuskiej z siedzibą w Paryżu, która składa się z dwóch diecezji: francuskiej i normandzkiej z siedzibą w Mont-Saint-Aignan. 
Kościół zrzesza około 40 tysięcy wiernych w 39 parafiach i ich filiach oraz żyjących w diasporze czyli poza wspólnotami parafialnymi. Najwięcej wiernych mieszka w okolicach Łodzi, Zgierza, Strykowa, Brzezin, Mińska Mazowieckiego, Siedlec, Węgrowa, Warszawy, Płocka, Koziegłów oraz Paryża i Rouen. Posiada 38 kościołów (w Polsce 36 i 2 we Francji), 15 kaplic (w Polsce 13 i 2 we Francji) i 3 placówki misyjne nie posiadające własnych świątyń, a korzystające z gościny Kościoła Ewangelicko-Augsburskiego (Kraków, Kutno i Radom). Siedzibą władz zwierzchnich Kościoła jest Świątynia Miłosierdzia i Miłości w Płocku.
Organem prasowym kościoła mariawickiego w Polsce jest kwartalnik „Mariawita” wydawany w Płocku od 3 stycznia 1907. W 2014 roku czasopismo miało nakład 2200 egzemplarzy.

## Statystyki

### Dane według statystycznych ankiet wyznaniowych
| Rok  | Liczba wiernych | Liczba zborów | Liczba kościołów/kaplic | Liczba duchownych |
| ---- | --------------- | ------------- | ----------------------- | ----------------- |
| 1989 | 24 774          | 41            | 56                      | 29                |
| 1990 | 24 774          | 41            | 56                      | 29                |
| 1994 | 26 193          | 36            | 46                      | 31                |
| 1995 | 26 198          | 36            | 46                      | 32                |
| 1996 | 25 904          | 36            | 45                      | 32                |
| 1998 | 25 655          | 38            |                         | 28                |
| 1999 | 25 549          | 38            |                         | 28                |
| 2000 | 24 445          | 38            | 45                      | 28                |
| 2001 | 24 288          | 37            |                         | 27                |
| 2002 | 24 158          | 37            |                         | 27                |
| 2003 | 24 025          | 37            |                         | 26                |
| 2004 | 23 894          | 37            |                         | 26                |
| 2005 | 23 670          | 36            | 43                      | 26                |
| 2007 | 23 568          | 37            |                         | 26                |
| 2008 | 23 662          | 36            |                         | 25                |
| 2009 | 23 687          | 36            | 44                      | 25                |
| 2010 | 23 430          | 36            | 44                      | 25                |
| 2011 | 23 436          | 36            | 44                      | 26                |
| 2012 | 23 355          | 36            | 44                      | 26                |
| 2013 | 23 262          | 36            | 44                      | 23                |
| 2014 | 23 120          | 38            | 44                      | 23                |
| 2015 | 22 970          | 36            | 44                      | 23                |
| 2016 | 22 900          | 36            | 44                      | 23                |
| 2017 | 22 849          | 36            | 44                      | 27                |
| 2018 | 22 691          | 36            | 44                      | 27                |

### Dane według wyników spisów powszechnych
| Spis powszechny               | Liczba deklaracji |
| ----------------------------- | ----------------- |
| Narodowy Spis Powszechny 2011 | 9 990             |
| Narodowy Spis Powszechny 2021 | 12 248            |

### Mariawickie strony internetowe
- Oficjalna strona Kościoła Starokatolickiego Mariawitów (pol. • ang. • niem. • fr.)
- Oficjalna strona prowincji francuskiej (ang. • fr.)
- Strona parafii Przemienienia Pańskiego w Wierzbicy
- Strona parafii Matki Boskiej Nieustającej Pomocy w Warszawie
- Strona parafii św. Franciszka z Asyżu z Łodzi
- Strona parafii Matki Boskiej Szkaplerznej i św. Wojciecha w Lipce
- Strona parafii św. Mateusza Apostoła i Ewangelisty i św. Rocha w Nowej Sobótce
- Aperiodyk mariawicki Praca nad Sobą. praca-nad-soba.waw.pl. [zarchiwizowane z tego adresu (2014-05-16)].
- Forum internetowe parafii warszawskiej
- Mariawici w Krakowie

### Artykuły o mariawityzmie
- Mariawityzm na Ekumenicznej Agencji Informacyjnej. ekumenizm.pl. [zarchiwizowane z tego adresu (2007-09-11)].
- St. Rybak, Mariawityzm. Studium historyczne (książka w PDF-ie). mariawita-warszawa.com. [zarchiwizowane z tego adresu (2007-09-30)].
- Artykuł dot. mariawityzmu, Tygodnik Powszechny, Nr 22 (2968), 28 maja 2006
- Jesteśmy przede wszystkim chrześcijanami, Rozmowa Stanisława Obirka z ks. prof. Konradem M. Pawłem Rudnickim
- Bóg jest rozsądnym rodzicem. Wywiad z ks. prof. Konradem M. Rudnickim. dstp.rel.pl. [zarchiwizowane z tego adresu (2015-03-17)].